# Bombardeo de Dresde
El bombardeo de Dresde se llevó a cabo hacia el final de la Segunda Guerra Mundial por parte de la Real Fuerza Aérea británica (RAF) y las Fuerzas Aéreas del Ejército de los Estados Unidos (USAAF). Con este nombre se suele hacer referencia a los cuatro ataques aéreos consecutivos que se realizaron entre el 13 y el 15 de febrero de 1945, aproximadamente doce semanas antes de la capitulación de la Alemania nazi. Durante estos, entraron en acción más de mil bombarderos pesados, que dejaron caer sobre la «Florencia del Elba» cerca de 4000 toneladas de bombas altamente explosivas y dispositivos incendiarios, arrasando gran parte de la ciudad y desencadenando una tormenta de fuego que consumió su centro histórico.
 El número de víctimas varía enormemente en función de la fuente, pero la línea mayoritaria en la historiografía actual lo sitúa entre 25 000 y 40 000 muertos. Aunque esta es una cantidad inferior a las de otros bombardeos de ciudades del Eje, como Tokio (200 000) o Hamburgo (50 000), el ataque sobre Dresde ha anidado en el subconsciente popular como paradigma de la destrucción y los horrores de la guerra.También hay otras estimaciones, sobre la cantidad de víctimas, siendo que la flota de bombarderos fue superior a la que se utilizó en Hamburgo, en Dresden se utilizaron 800 bombarderos, contra los 740 del ataque a Hamburgo, y según algunos registros las víctimas se contabilizaron entre 125.000 y 250.000 personas, siendo que al momento del inicio de la Segunda Guerra Mundial la ciudad contaba con 650.000 habitantes aproximadamente, y según consta sobre los bombardeos, más de la mitad de la ciudad fue arrasada por completo, durante 4 jornadas cayeron 4.000 toneladas de bombas, sin respiro, es decir que no hubo tiempo ni espacio para tratar de organizar heridos, evacuaciones o batallar contra el fuego de los cientos y miles de toneladas de bombas incendiarias que fueron arrojadas. El cálculo sobre la cantidad de víctimas especulado por la versión oficial aliada al término del conflicto es muy inferior, contrario al tamaño de la "Operación Trueno", ya que no fue un ataque selectivo de objetivos, sino todo lo contrario, indiscriminado y aleatorio
En la actualidad sigue siendo uno de los episodios más polémicos de la Segunda Guerra Mundial y todavía persiste el debate sobre si la capital sajona era un objetivo de interés estratégico, tal y como aseguraban fuentes militares aliadas, si por el contrario el bombardeo fue una represalia desproporcionada e indiscriminada, o si se trató de un crimen de guerra.

## Trasfondo y fines del ataque aéreo

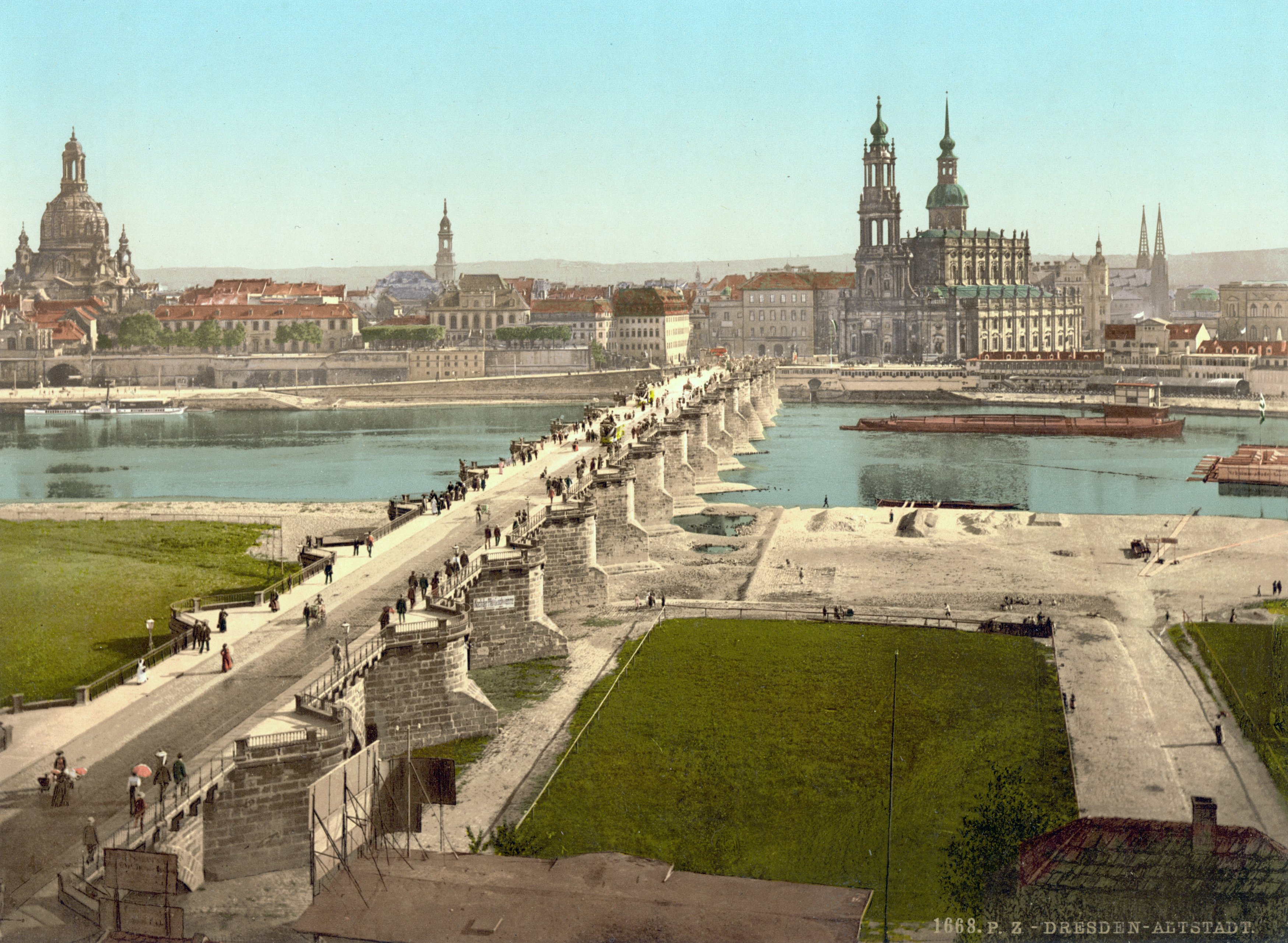
Dresde hacia 1900 desde la orilla norte del Elba; en primer plano, el puente de Augusto; al fondo, la Frauenkirche y la Hofkirche; detrás de esta, a su derecha, se ven las dos torres de la Sophienkirche, una iglesia gótica que no se volvió a reconstruir tras el bombardeo.

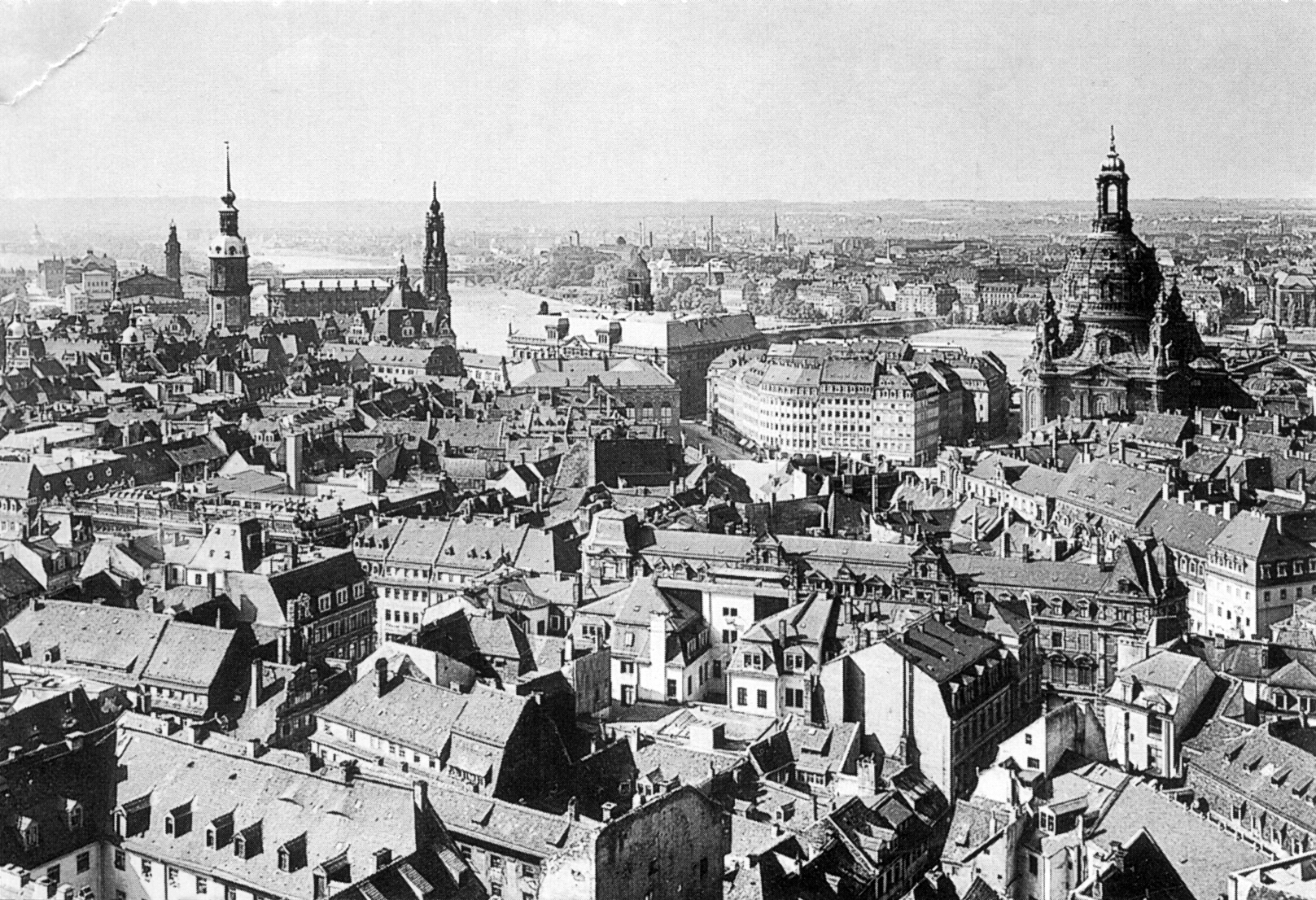
Vista de la Altstadt desde la torre del Ayuntamiento (1910).

A principios de 1945, los aliados acordaron realizar un golpe decisivo en la guerra contra Alemania. Los países occidentales habían alcanzado en noviembre de 1944 el río Rin, el ejército soviético había penetrado a finales de enero en la región del Gran Berlín atravesando el río Óder y por el sur se disponía a la conquista de Silesia. Desde el este, millones de refugiados llegaban a Alemania Central. Unidades aisladas del ejército alemán intentaban reagruparse de alguna forma a lo largo del variable frente, mientras el ejército soviético se preparaba en febrero y marzo para lanzar el ataque final sobre Berlín. Por el oeste, el proyecto de los Aliados consistía en llegar a la cuenca del Ruhr.
Por aquellas fechas, la clara superioridad aérea del ejército aliado se utilizaba con el objetivo de preparar el terreno para el ataque decisivo y posterior ocupación de la «fortaleza alemana». Con el fin de destruir objetivos militares, de comunicación, administrativos y de producción, así como de minar la moral de la población, los Aliados llevaron a cabo incontables bombardeos sobre las ciudades alemanas, hasta reducir algunas de ellas a escombros.
Durante el verano de 1944, el alto mando aliado ya había barajado atacar por aire las ciudades del este de Alemania bajo el nombre en clave de Operation Thunderclap, pero el proyecto se había archivado el 16 de agosto. En enero de 1945, la Oficina de Inteligencia británica decidió reabrir la operación, pero a una escala mucho menor, al considerar que el ejército alemán podría cambiar la posición de 42 divisiones en el Frente Oriental. De este modo, la RAF modificó sus planes y Dresde, junto con Berlín, Chemnitz y Leipzig, se convirtió en un objetivo militar de primer orden.
En la Conferencia de Yalta, que tuvo lugar del 4 al 11 de febrero de 1945, los Aliados, a petición de los soviéticos, acordaron llevar a cabo nuevos ataques aéreos en la zona oriental y, por lo tanto, sobre Dresde. Tenían que acabar con un nudo de comunicaciones y un centro productivo de primer orden situado en la retaguardia del Frente Oriental para impedir en lo posible la reubicación de tropas y la llegada de refuerzos a la vanguardia. Al mismo tiempo, los bombardeos tenían el propósito de evitar que el Ejército Rojo sufriese contraataques que ralentizasen su avance, consiguiendo así en última instancia adelantar el final de la guerra.

## Importancia de Dresde durante la guerra
Al comenzar la Segunda Guerra Mundial, Dresde tenía 642 143 habitantes y era la séptima ciudad del país. En la primavera de 1944, Dresde y Breslau eran las dos últimas ciudades del Imperio alemán que no habían sufrido bombardeos. Según la RAF, era el área urbana más grande que aún no había sufrido la acción de las bombas.

### Nudo de comunicaciones

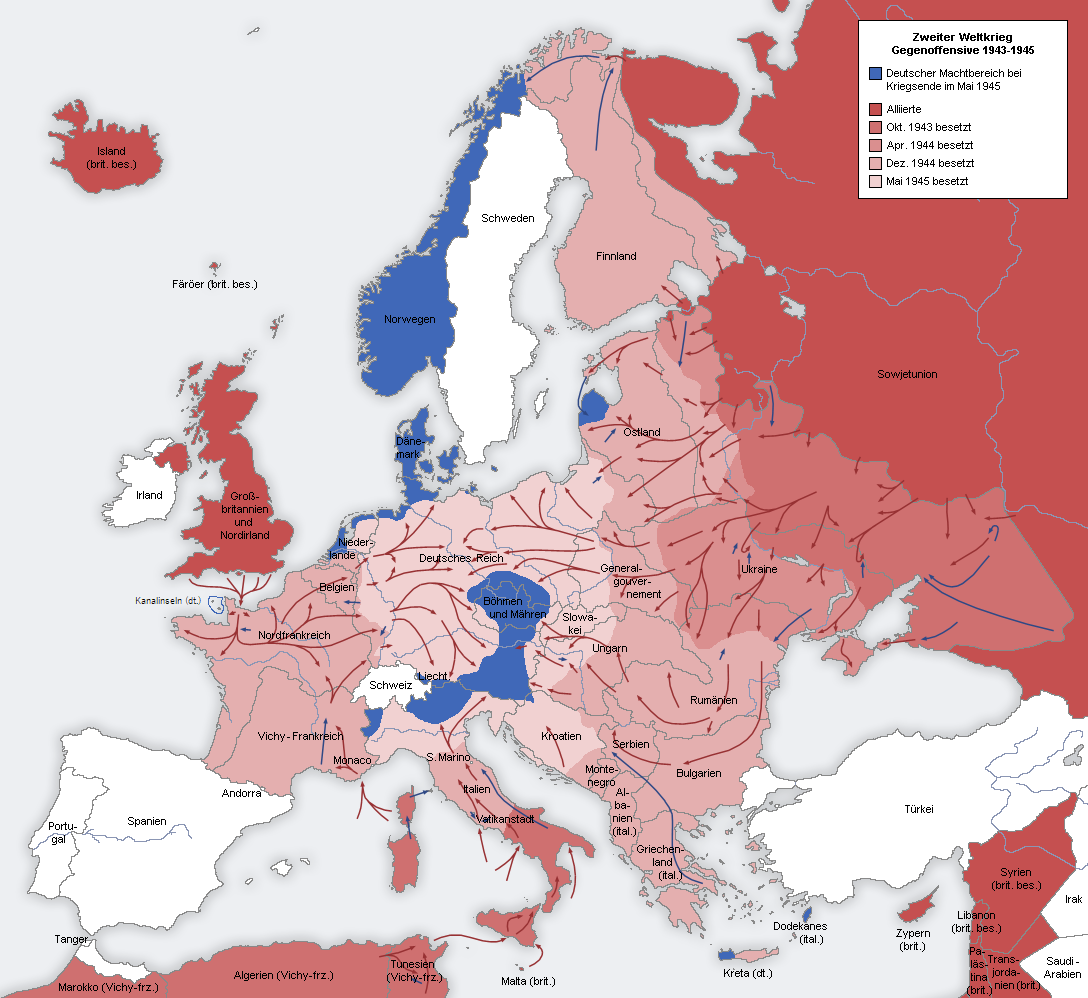
Desarrollo de la guerra entre 1943 y 1945.

En 1945 Dresde era el tercer nudo ferroviario de transbordo más importante del Reich. En ella se cruzaban las líneas Berlín-Praga-Viena, Múnich-Breslau-Varsovia y la que venía a Leipzig desde Hamburgo. Según un informe de la USAF, dos de las rutas que transcurrían por Dresde eran de especial importancia militar: el eje norte-sur que unía Alemania con Checoslovaquia y el este-oeste, a lo largo de las tierras altas centroeuropeas.
Debido a que las vías de otras ciudades habían resultado seriamente dañadas, a partir de 1944 la mayor parte de la circulación ferroviaria del triángulo Leipzig-Berlín-Dresde pasaba por las estaciones de Dresde-Friedrichstadt, Dresde-Neustadt y Dresde-Hauptbahnhof. Además, estas instalaciones daban servicio a la industria de Freital, la región minera del Erzgebirge y todas las fábricas de las cercanas localidades de Pirna, Heidenau, Radebeul, Coswig, Bautzen y Görlitz. Las principales industrias de Dresde estaban unidas mediante un ferrocarril carbonero con el Alberthafen, importante puerto fluvial de la ciudad y uno de los más grandes de Alemania, y a través de una estación de mercancías con la Neustadt de Leipzig.
Dresde era la sede desde la que se gestionaba el funcionamiento de los ferrocarriles de la mayor parte de Sajonia y la parte noroccidental de los Sudetes. La Deutsche Reichsbahn disponía en Dresde de un taller de reparación y uno de fabricación. El gobierno utilizaba los túneles y los tramos con poca carga de tráfico de los alrededores para estacionar locomotoras y vagones procedentes de otras zonas de Alemania donde corrían peligro.
Tanto el transporte de prisioneros a los campos de exterminio como el de las tropas y su equipo se desviaron de modo que también pasaban por Dresde. Desde el este, millones de refugiados intentaban llegar al centro de Alemania. A finales de 1944, cada vez mayor cantidad de personas huían del avance soviético y Dresde se convirtió para ellos en una estación de paso, ya que imperaba la prohibición de asentarse en la capital sajona.

### Perfil industrial
Según datos de 1941 de la Cámara de Industria y Comercio de Dresde, la ciudad era «una de las principales zonas industriales del Reich». Taylor cita un informe oficial del Oberkommando des Heeres, alto mando del ejército alemán, en el que se enumeran hasta 127 fábricas y talleres de tamaño medio a grande que abastecían material al ejército. Según la Fuerza Aérea de los Estados Unidos, en febrero de 1945 había por lo menos 110 fábricas y empresas asentadas en Dresde que constituían un «objetivo militar legítimo». El número de obreros empleados en la industria militar de la zona se estima entre 50 000 y 70 000, incluyendo fábricas de componentes para los talleres aeronáuticos de Dresde-Klotzsche.
Los documentos del Archivo Estatal de Dresde permiten hacerse una idea de la importancia económica de la industria del área metropolitana de Dresde, hasta el momento respetada por los bombardeos enemigos y con la ventaja extra de estar provista abundante mano de obra forzosa. Entre otras, se mencionan 44 entidades financieras, 29 fábricas de maquinaria pesada, 13 de material electrónico, 12 plantas de la industria alimentaria y 6 empresas de mecánica de precisión y óptica. Muchas de ellas habían reorientado su producción al campo bélico (véase: Economía de guerra). Según Taylor, entre 1939 y 1944, la práctica totalidad de la actividad industrial había virado hacia la armamentística.
Especialmente relevantes desde el punto de vista estratégico-militar eran: la industria química de Niedersedlitz incluyendo la Chemische Fabrik Goye & Co., que producía gas venenoso; la armería Lehmann en Friedrichstadt; la industria óptica, especialmente la Zeiss-Ikon en el centro de la ciudad y la Emil Wünsche en Reick; la acería Kelle & Hildebrandt en Großluga; la fábrica de transformadores y aparatos de rayos X Koch & Sterzel AG, en Mickten; la fábrica de electrónica Hnos. Bassler; y la fábrica de electrónica de radiofrecuencia Radio-Mende. En Leuben fabricaban piezas de maquinaria las empresas Avus, MIAG y Sachsenwerk (esta última especializada en engranajes y diferenciales). En la localidad de Zschachwitz, hoy un barrio de Dresde llamado Sporbitz, MIAG-Mühlenbau fabricaba blindajes.
Varias empresas de Dresde-Löbtau y alrededores meridionales (Erzgebirge) fabricaban granadas. La fábrica de armamento Universelle-Werke J. C. Müller & Co. estaba asentada en el barrio de Südvorstadt y utilizaba a prisioneros de guerra como mano de obra, los cuales se alojaban en barracones dispuestos en los terrenos de MIAG-Mühlenbau en Leuben y en otros puntos de la ciudad. La industria de la región utilizó también mano de obra procedente de, al menos, los campos de concentración de Flossenbürg y Auschwitz-Birkenau. Estos prisioneros realizaron trabajos forzosos en las fábricas de municiones Goehle-Werke, así como para Osram GmbH, Bernsdorf & Co. y la Reichsbahn (compañía que gestionaba los ferrocarriles).
El informe que la RAF distribuyó a sus pilotos la noche del ataque decía lo siguiente:

Dresde, la séptima ciudad más grande de Alemania y no mucho menor que Mánchester, es también el área urbanizada sin bombardear más extensa que tiene el enemigo. En pleno invierno, con refugiados desplazándose en masa hacia el oeste y tropas que necesitan descanso, los tejados escasean, no sólo para dar cobijo a trabajadores, refugiados y tropas por igual, sino para albergar los servicios administrativos que se han desplazado desde otras zonas. Antaño famosa por sus porcelanas, Dresde se ha convertido en una ciudad industrial de importancia prioritaria. [...] Las intenciones del ataque son golpear al enemigo donde más lo sienta, en la retaguardia de un frente a punto de desmoronarse [...] y enseñar a los rusos cuando lleguen de lo que es capaz el Comando de Bombarderos de la RAF.

Curiosamente, las principales zonas industriales de la periferia, que tenían una extensión enorme, no fueron bombardeadas. De acuerdo con Donald Miller, «el trastorno económico habría sido mucho mayor si el Comando de Bombarderos se hubiese fijado como objetivo las áreas del extrarradio donde se concentraba la mayor parte de la capacidad industrial de Dresde». Otros académicos sostienen que, en cualquier caso, «las plantas industriales de Dresde ya no desempeñaban un papel significativo en la industria militar alemana en esta fase de la guerra». En la misma línea, el punto de vista revisionista reconoce la existencia de cierta industria en la ciudad, pero considera que gran parte de ella estaba alejada de la zona que fue bombardeada y que no constituía de ningún modo un objetivo «industrial, estratégico o militar de primer orden».

### Perfil militar

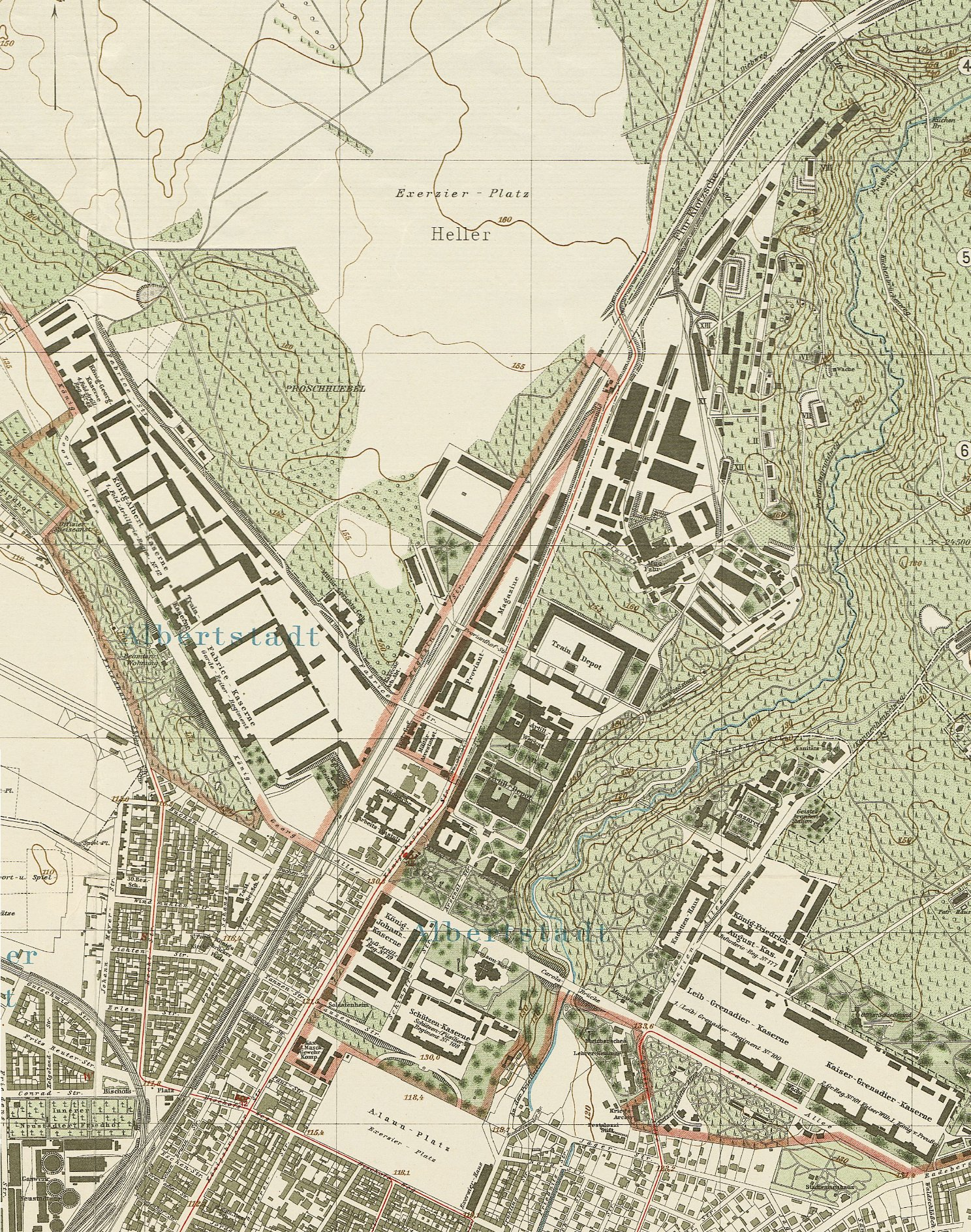
Mapa del campamento militar de Albertstadt a finales de los años 1910.

Dresde era en febrero de 1945 la última plaza militar en la retaguardia del Frente Oriental que no había sido atacada. En Dresde existían destacamentos militares ya desde el siglo XIX: el barrio septentrional de Albertstadt fue en sus orígenes un acuartelamiento, de los más grandes de Europa. Albertstadt comprendía un amplio complejo de cuarteles e instalaciones de aprovisionamiento con conexión ferroviaria propia, con almacenes, rampas de carga, panaderías militares, herrerías, manufacturas y otros talleres de oficios como guarnicioneros y sastres. Además, esta zona estaba provista de explanadas para maniobras, campos de tiro de artillería, una iglesia y una escuela de formación de oficiales.
También en el oeste de Dresde, en Mickten, así como en Johannstadt, se ampliaron o levantaron varios cuarteles. Tras la Primera Guerra Mundial, entre 1918 y 1921, algunos restos de la Reichswehr se establecieron en Dresde. A comienzos de la década de 1930 comenzó la construcción del aeródromo de Klotzsche. En 1936 se asentó en dicho barrio la primera escuela de aviación militar del imperio, un complejo de 60 edificios ubicados en la Hermann-Göring-Straße (hoy llamada Zur Wetterwarte). Desde 1940, el uso del aeropuerto se circunscribiría exclusivamente al ámbito militar.
Tras el mismo ascenso al poder de los nazis y hasta 1939, la ciudad sufrió una profunda militarización y se convirtió en sede de un Wehrbereichskommando (alto mando de un Wehrbereich, nombre de las zonas militares en que se dividía el territorio nacional). En Strehlen, cerca del centro, se encontraba el Luftgaukommando IV, desde donde se gestionaba todo el espacio aéreo del Gau. Más al sur, en Nickern, se construyó otro gran acuartelamiento de la Luftwaffe.
Además, en 1939 estaban destinados en Dresde unos 20 000 hombres del IV Sector Militar (Wehrbereich) del Sexto Ejército. A lo largo de la guerra, la mayor parte de las tropas regulares fueron trasladadas al frente, incluyendo las defensas antiaéreas. Los cuarteles se utilizaron básicamente para la formación de nuevas tropas. Dresde se utilizó como hospital militar y centro de suministros. Muchos otros puntos de la ciudad, como salas de baile, locales de hostelería e incluso los barcos de vapor del Elba, fueron reconvertidos en almacenes y hospitales.
Un prisionero de guerra estadounidense en Dresde, el coronel Harold E. Cook, fue sacado al patio de maniobras de la estación de Friedrichstadt la noche antes de los ataques y manifestó que «vi con mis propios ojos que Dresde era un campamento armado; miles de soldados alemanes, tanques y artillería y millas de vagones de mercancías cargados con suministros apoyando y transportando la logística alemana hacia el este para encontrarse con los rusos».

#### La «Fortaleza de Dresde»

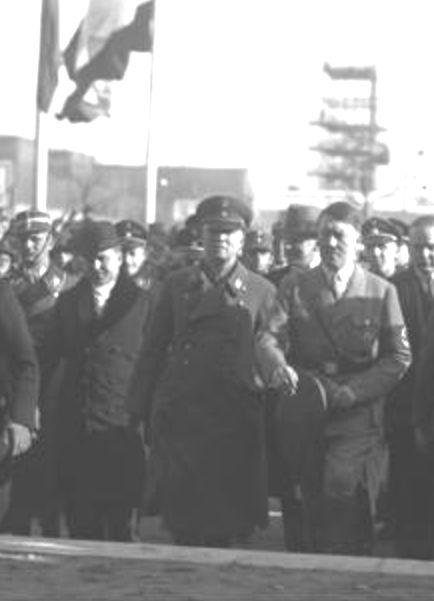
El Gauleiter Martin Mutschmann junto a Adolf Hitler en 1934 en Leipzig.

El ejército alemán, primero en Stalingrado y después en Königsberg, había aprendido que el ataque a corta distancia con granadas y bombas podía ser perfectamente efectivo contra los vehículos de combate soviéticos. Por dicho motivo, a partir de noviembre de 1944 había diez batallones del Volkssturm en Dresde, entre ellos varias unidades antitanque, de construcción de trincheras, del servicio de información y de transporte de tropas; estas últimas incluían todos los camiones de Dresde y sus respectivos conductores. Algunas de ellas fueron desviadas en enero de 1945 al Frente Oriental, pero la mayor parte de los aproximadamente 20 000 hombres del Volkssturm, entre ellos miembros de las Juventudes Hitlerianas, permanecieron acuartelados en Dresde. Parte de estas tropas recibieron instrucción militar; no obstante, dadas las necesidades que tenían tanto el ejército como la SS y la policía, no pudieron ser armadas adecuadamente, por lo que quedaron atrincheradas como reserva.
Los nacionalsocialistas querían convertir el río Elba desde Hamburgo hasta Praga en la última línea de defensa alemana contra el avance del Ejército Rojo. Las ciudades situadas en el río pasarían a ser «fortalezas» defendidas por el Volkssturm. El Generaloberst Heinz Guderian había dado el 1 de diciembre de 1944 la orden, en un principio secreta, de que se creara la «región de defensa Dresde-Riesa». En torno a la ciudad se dispusieron barricadas, dientes de dragón, fosas antitanque, nidos de artillería y campos de minas. Asimismo, las autoridades civiles de la ciudad quedaban inmediatamente subordinadas a las militares.
Tras los primeros ataques aéreos sobre Dresde (agosto de 1944) y especialmente a partir de enero de 1945, se acumulaban peticiones procedentes de los distintos frentes solicitando tropas de refresco. La mayoría de las peticiones fueron denegadas, entre otras la del comandante del IV Ejército Panzer, que libraba combate delante mismo de la ciudad. De este modo, la guarnición de Dresde mantuvo hasta mayo de 1945 (fin de la guerra) cierta fuerza de combate, formada básicamente por miembros de la 404.ª División, la Waffen-SS, la Luftwaffe, la Kriegsmarine (en Tharandt y Ottendorf-Okrilla) y algunas defensas antiaéreas deficientemente equipadas. Las tropas policiales fueron enviadas en marzo al frente. Todavía en abril de 1945, el Gauleiter Martin Mutschmann seguía proclamando que «la ciudad se defenderá con todos los medios a su alcance y hasta el último hombre» y arengaba a la población diciendo que «el enemigo amenaza nuestro hogar, luchemos hasta el último (hombre)».

#### Defensa antiaérea

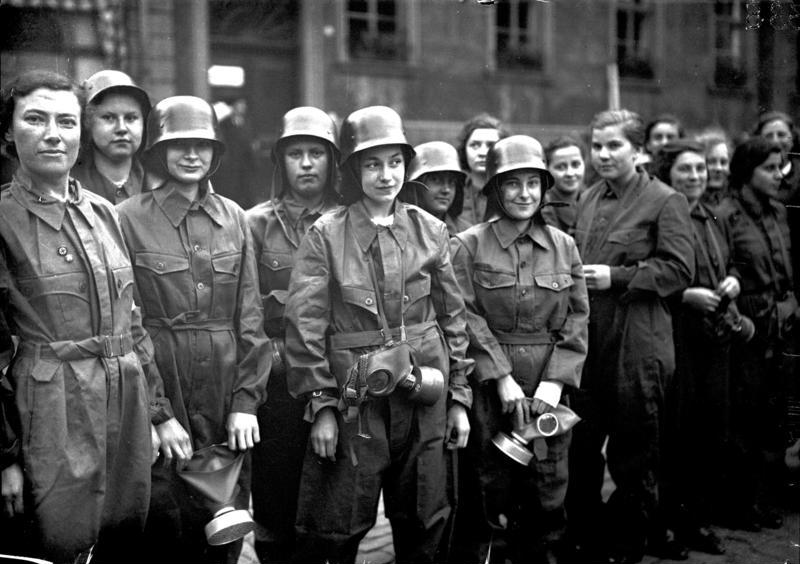
Ayudantes femeninas del servicio de defensa antiaérea portando máscaras antigás (Worms, 1939).

En abril de 1940 el régimen estrenó en Dresde la película propagandística Feuertaufe ('Bautismo de fuego'), que contenía grabaciones reales de la guerra en Polonia y pretendía reivindicar ante la población la eficacia de la Luftwaffe. Según informes de la Schutzstaffel, las imágenes de la destrucción de Varsovia «no inspiraron entre los espectadores un clima de orgullo heroico, sino más bien un clima de angustia y temor hacia los "horrores de la guerra"». A partir de la primavera de 1943, tras los bombardeos de Leipzig, situada a 120 km, la población comenzó a tomar conciencia de la posibilidad de sufrir un ataque en su ciudad. Según el historiador Matthias Neutzner, los habitantes de Dresde afrontaban el día a día con ese temor, como se refleja en cartas y diarios de la época. Entre agosto de 1944 y abril de 1945, los Aliados occidentales arrojaron sobre Dresde cerca de 10 millones de octavillas en las que advertían a la población sobre posibles bombardeos y les conminaban a rendirse.
Desde 1935, se había organizado la defensa antiaérea de todo el Reich alemán. En Dresde, como capital de Gau, el grado de amenaza era extremo, pese a lo cual las autoridades apenas construyeron búnkeres, prefiriendo centrar la producción en la industria bélica. Se prohibió la inmigración, y a los viajeros y exiliados solo se les permitía dormir una noche en la ciudad. Ambos preceptos se observaron a rajatabla. A partir de 1944, los niños de Dresde fueron evacuados a regiones rurales. También se instó a los habitantes del centro a pernoctar en barrios de la periferia. Como en el resto del Reich, a los judíos les estaba vedado el uso de los refugios antiaéreos.
También la industria y la administración se prepararon para los ataques, cuyo poder destructivo ya había quedado patente en otras ciudades. El 13 de octubre de 1944, Mutschmann declaraba lo siguiente en el Dresdner Zeitung con motivo de las exequias de los fallecidos en el bombardeo del 7 de octubre:

Nadie debería vivir bajo la ilusión de que, precisamente su lugar, su ciudad, no van a ser atacados [...] No existe ningún reducto de paz en Alemania.

## Cronología de los bombardeos

### Ataques anteriores a febrero de 1945
Desde la primavera de 1944, las alarmas aéreas eran cada vez más frecuentes en Dresde. El 24 de agosto de dicho año fue bombardeada por primera vez: los objetivos fueron Freital (concretamente una refinería de la empresa Rhenania-Ossag situada en Freital-Birkigt) y la industria de Dresde-Gittersee. Una de las bombas cayó en el barrio meridional Dresde-Coschütz. Como resultado del ataque murieron, según el periódico Sächsische Zeitung, 241 personas.
El 7 de octubre de 1944 treinta bombarderos estadounidenses atacaron con unas 80 toneladas de bombas explosivas la estación de ferrocarril de Friedrichstadt y la fábrica de armamento Lehmann al no poder alcanzar su objetivo primario, una planta de licuefacción de carbón en Brüx (en la actualidad Most, República Checa). Algunas bombas explotaron en Seevorstadt, al oeste de la Altstadt, y murieron 312 hombres.
El 16 de enero de 1945, 133 aviones de la fuerza aérea estadounidense lanzaron a lo largo del día 279,8 toneladas de bombas explosivas y 41,6 toneladas de bombas incendiarias, nuevamente sobre la estación de Friedrichstadt. También resultaron alcanzadas Dresde-Lötbau y Leutewitz. El ataque se cobró la vida de 334 personas.
Las defensas antiaéreas de Dresde se vieron debilitadas debido a estas incursiones. En la base aérea de Dresde-Klotzsche quedaron solamente 30 cazas y cazas nocturnos operativos, sin apenas reservas de carburante. Pese a ello, las baterías antiaéreas fueron trasladadas ese mismo mes al frente oriental.

### Ataque nocturno en la madrugada del 13 al 14 de febrero de 1945: primera oleada

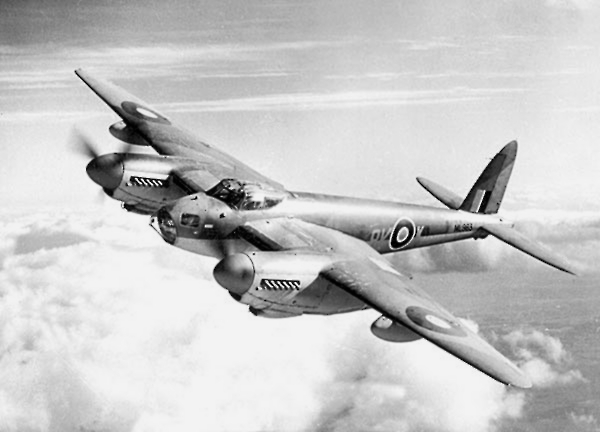
Los aviones De Havilland Mosquito fueron los encargados de marcar los objetivos con bengalas luminosas.

Debido al mal tiempo en Europa, EE. UU. prefirió que la RAF británica se encargase de la primera razia. Se decidió que se llevara a cabo en dos oleadas separadas por un lapso de tres horas, con el objetivo de que la segunda aniquilase a los equipos de rescate cuando éstos estuviesen intentando extinguir los fuegos causados por la primera. Simultáneamente, se bombardearían otros puntos del Reich como Magdeburgo, Bonn, Misburg, Núremberg y Böhlen para distraer al enemigo.
La primera avanzadilla británica, compuesta por Avro Lancasters, despegó a las 17:20 (CET) del 13 de febrero de 1945 para emprender desde el Reino Unido un viaje de 1100 km. Su labor sería encontrar Dresde e iluminarla arrojando paracaídas con bengalas de magnesio, conocidas por los alemanes como «árboles de Navidad». Las naves que desempeñaban esta tarea recibían el nombre de pathfinder. Poco después, despegó una escuadrilla de De Havilland Mosquitos cuyo cometido sería identificar y marcar los objetivos con indicadores de 1000 libras. Estos indicadores emitían al arder una fuerte luz roja hacia la que tendrían que apuntar los bombarderos. El blanco se fijó en el estadio Heinz-Steyer-Stadion, en Ostragehege, al noroeste del centro. En tercer y último lugar, partió el grueso del contingente, conocido como Plate Rack y compuesto por 254 Lancasters con 500 toneladas de material explosivo y 375 de incendiario. En total, iban cargados con 200 000 dispositivos incendiarios y el peso de las bombas explosivas oscilaba entre las 500 y las 4000 libras, incluyendo las famosas blockbuster de dos toneladas, llamadas así por su capacidad de destruir una manzana de edificios entera. Los aviones entraron en el espacio aéreo francés cerca del río Somme y se adentraron en Alemania al norte de Köln. A las 22:00, la fuerza encargada de bombardear Böhlen se separó del Plate Rack. Por aquel momento, 10 de los Lancaster habían sufrido algún percance que los había dejado fuera de servicio; los 244 restantes siguieron su ruta hacia la «Florencia del Elba».
A las 21:51 del martes de carnaval, 13 de febrero de 1945, sonó en Dresde la alarma antiaérea por 175.ª vez en lo que iba de guerra. Era una noche clara y sin nubes. Los habitantes de la ciudad se dirigieron a los sótanos de sus casas o bloques de viviendas y a los escasos búnkeres disponibles.
Hacia las 22:03 los «árboles de Navidad» de los pathfinders británicos iluminaron el centro de Dresde y dos minutos más tarde nueve Mosquitos arrojaron sus marcadores rojos sobre el estadio. A las 22:14 cayó la primera bomba. En ocho minutos, los Lancaster lanzaron toda su carga al sudoeste del punto de marcaje formando un abanico de 45 grados desde la gran curva del río Elba al oeste de la ciudad, la zona industrial de Ostragehege y la estación de ferrocarril principal, dos kilómetros y medio hacia el sur en línea recta. Las blockbusters destruyeron los tejados, puertas y ventanas de las casas, generando una corriente de aire que alimentó los fuegos creados por las bombas incendiarias.
En menos de 20 minutos, la RAF había incendiado unas tres cuartas partes de la Altstadt de Dresde. Con este ataque nocturno no pretendía ni tampoco hubiera podido destruir lugares o edificios puntuales; al contrario, más bien se pretendía destruir completamente el centro de la ciudad mediante un ataque denominado bombardeo en alfombra.

### Ataque nocturno en la madrugada del 13 al 14 de febrero de 1945: segunda oleada

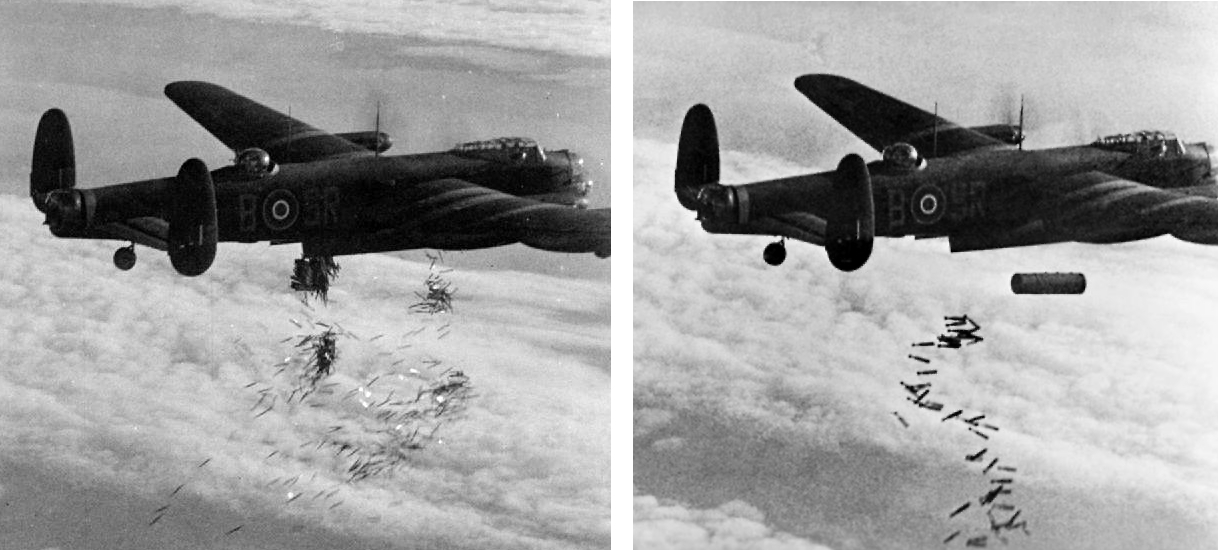
Un bombardero británico Avro Lancaster como los que entraron en acción en Dresde arrojando bombas sobre Duisburgo.

A la 01:05 de la mañana volvieron a sonar las alarmas en Dresde. Como llegado aquel punto ya no había suministro eléctrico, se utilizaron sirenas manuales. Hacia la 01:23 empezó una segunda oleada de ataques realizado por 529 Lancasters británicos, pertenecientes a los escuadrones 1, 3, 6 y 8. En ese momento, el incendio de Dresde podía verse desde casi 100 km de distancia (800 km desde el aire) y la columna de humo se alzaba ya unos 4600 metros. Hasta la 1:54 lanzaron en total 650 000 bombas incendiarias —1500 toneladas— sobre la zona que va desde Löbtau hasta Blasewitz y desde Neustadt hasta Zschertnitz. El incendio monstruoso que siguió al primer ataque sirvió de guía para el segundo, cuyas bombas cayeron sobre los campos que rodean el Elba y el Großer Garten, donde muchos habitantes de la ciudad buscaban refugio. Asimismo se dañaron varios hospitales, como la clínica de Pfotenhauer y el Diakonissenkrankenhaus.
El segundo ataque impidió la continuación de operaciones de extinción de incendios; de este modo, los incontables incendios se unieron rápidamente en uno solo para formar una tormenta de fuego huracanada que destruyó las arterias principales de la ciudad. Las fortísimas temperaturas que se alcanzaron derritieron el vidrio y el metal. El remolino creado por el monstruoso consumo de oxígeno succionó hacia su interior a todo lo que encontraba incluyendo todo tipo de objetos y personas. Estas murieron calcinadas, de shock térmico o de sobrepresión, o bien, asfixiadas en los refugios por los gases de la combustión o la falta de oxígeno.
La organización de defensa aérea, tras el primer ataque de 1944, se había ocupado de interconectar las bodegas y refugios de las casas. Según testigos presenciales, algunos pudieron ponerse a salvo mediante estos pasos llegando a zonas de la ciudad donde el ataque había sido menor, y otros a través del laberinto de bodegas y por debajo de la Altstadt consiguieron llegar a la ribera del río Elba. A muchos, por el contrario, les alcanzaron los gases tóxicos del incendio y murieron asfixiados. Los supervivientes que resistieron en las bodegas o consiguieron salir quedaron traumatizados para el resto de sus vidas.

### Ataques diurnos del 14 y el 15 de febrero de 1945

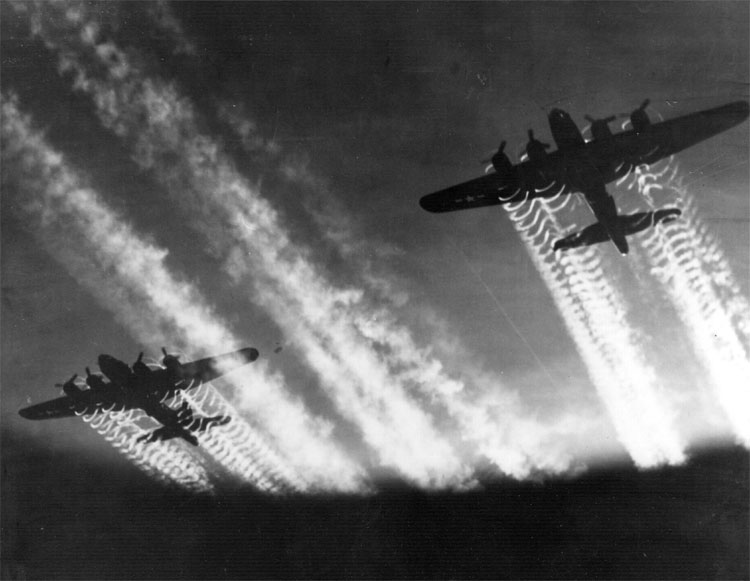
Bombarderos B-17 Flying Fortress estadounidenses.

A los ataques nocturnos siguió un ataque diurno que tuvo lugar de 12:17 a 12:31 del 14 de febrero. Fue realizado por 316 B-17 Flying Fortresses de la 1.ª División del VIII Comando de Bombarderos de la Fuerza Aérea de los Estados Unidos, escoltados por varios cientos de cazas; con peor tiempo atmosférico y usando el radar H2X para apuntar, volvieron a lanzar sobre la ciudad 1800 bombas explosivas (474,5 t) y 136 800 bombas incendiarias (296,5 t). Algunas naves no identificaron correctamente su objetivo y bombardearon en su lugar Brux, Pilsen y Praga, que recibió 153 toneladas de bombas. Los objetivos de este ataque eran algunas industrias de armamento y una vez más la estación de Friedrichstadt y sus talleres de mantenimiento, pero el todavía imperfecto funcionamiento del radar hizo que las bombas no se concentrasen en el blanco y alcanzaran otras zonas circundantes. En Neustadt in Sachsen, a 35 km de Dresde, cayó ese día una lluvia de cenizas causada por los ataques de la noche anterior.
Hacia las 10:15 del 15 de febrero, se desplomó la Frauenkirche, que había ardido completamente. De 11:51 a 12:10 aún hubo otro ataque aéreo realizado por 211 B-17 estadounidenses. Con peor visibilidad y usando el H2X, arrojaron 460 toneladas de bombas diseminadas en diversas zonas entre Meißen y Pirna. Nuevamente intentaron destruir la estación de Friedrichstadt, sin conseguirlo tampoco esta vez.

### Otros ataques hasta el final de la guerra
El 2 de marzo, 455 bombarderos B-17 de la Fuerza Aérea de EE. UU. sobrevolaron la planta de licuefacción directa Hydrierwerk Schwarzheide, pero se desviaron y atacaron Dresde en su lugar, considerando que sería prioritario destruir las vias de distribución y dejar inutilizada la planta. Desde las 10:27 cayeron 940,3 toneladas de bombas explosivas y 140,5 de bombas incendiarias en vías de ferrocarril de Friedrichstadt y Neustadt, así como en los edificios colindantes.
Werner von Gilsa, después del ataque de febrero y como continuación de Friedrich-Wilhelm Liegmann, había tomado el poder de la zona de defensa. Su mando se desarrolló en el palacio de Taschenberg (Altstadt), para pasar finalmente al campamento de Albertstadt. Puso a disposición de los afectados por el bombardeo los almacenes de alimentos y los medios sanitarios de la Luftwaffe en Nickern. Redirigió y desvió las diferentes tropas y refugiados que pasaban por la ciudad; asimismo, los soldados que estaban de permiso y heridos leves fueron llamados para formar nuevas tropas. El 10 de abril, el Gauleiter Mutschmann ordenó la construcción de locales para los escolares. En la terraza de Brühl se construyeron refugios.
La 8.ª Fuerza Aérea estadounidense sobrevoló nuevamente Dresde el 17 de abril con 572 aparatos, siendo este el último ataque a la ciudad. Arrojaron sobre las estaciones 1526,4 toneladas de bombas explosivas y 164,5 toneladas de incendiarias; sobre una zona industrial no mencionada se arrojaron 28 toneladas de bombas explosivas. Este bombardeo inutilizó finalmente la circulación ferroviaria a través de Dresde.
El régimen nazi utilizó el devastador ataque para movilizar las fuerzas de los últimos sobrevivientes. El 14 de abril, Mutschmann declaró oficialmente la «Fortaleza de Dresde». El 23 de abril, la RAF arrojó 40 000 hojas de propaganda sobre la ciudad. Cuando el 2 de mayo capituló Berlín, Gilsa disolvió la «Fortaleza de Dresde» y comenzó su evacuación. Como consecuencia, grupos diseminados iniciaron la defensa de la ciudad destruida hasta su rendición incondicional el 8 de mayo de 1945. Ese último día de guerra el Ejército Rojo conquistó totalmente Dresde.

### Sumario de los ataques
| Fecha                 | Blanco              | Fuerza | Naves | Bombas explosivas en el blanco (T) | Bombas incendiarias en el blanco (T) | Total  |
| --------------------- | ------------------- | ------ | ----- | ---------------------------------- | ------------------------------------ | ------ |
| 7 de octubre de 1944  | Patios de maniobras | 8th AF | 30    | 72,5                               | —                                    | 72,5   |
| 16 de enero de 1945   | Patios de maniobras | 8th AF | 133   | 279,8                              | 41,6                                 | 321,4  |
| 14 de febrero de 1945 | Área urbana         | RAF BC | 772   | 1477,7                             | 1181,6                               | 2659,3 |
| 14 de febrero de 1945 | Patios de maniobras | 8th AF | 316   | 487,7                              | 294,3                                | 782    |
| 15 de febrero de 1945 | Patios de maniobras | 8th AF | 211   | 465,6                              | —                                    | 465,6  |
| 2 de marzo de 1945    | Patios de maniobras | 8th AF | 406   | 940,3                              | 140,5                                | 1080,8 |
| 17 de abril de 1945   | Patios de maniobras | 8th AF | 572   | 1526,4                             | 164,5                                | 1690,9 |
| 17 de abril de 1945   | Zona industrial     | 8th AF | 8     | 28,0                               | —                                    | 28     |

## Balance

### Material

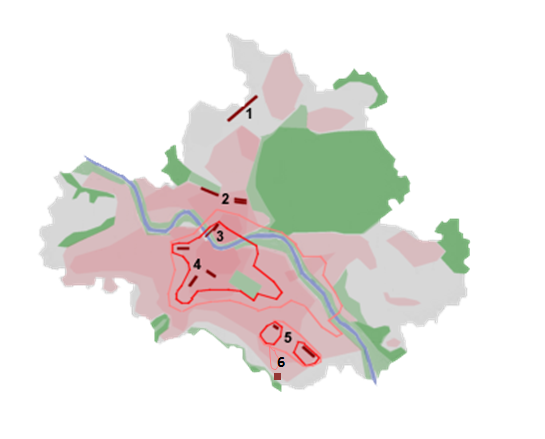
Destrucción en Dresde y alrededores. Rodeado en color rojo: zonas de incendios. Degradado rosa: zonas urbanizadas. Marrón: objetivos militares (1: Aeropuerto de Klotzsche; 2: Campamento militar de Albertstadt; 3: Estación Bahnhof-Neustadt y Marienbrücke; 4: Estación de mercancías de Friedrichstadt, talleres de la Reichsbahn en la Altstadt y Hauptbahnhof; 5: Industria de Reick y Niedersedlitz).

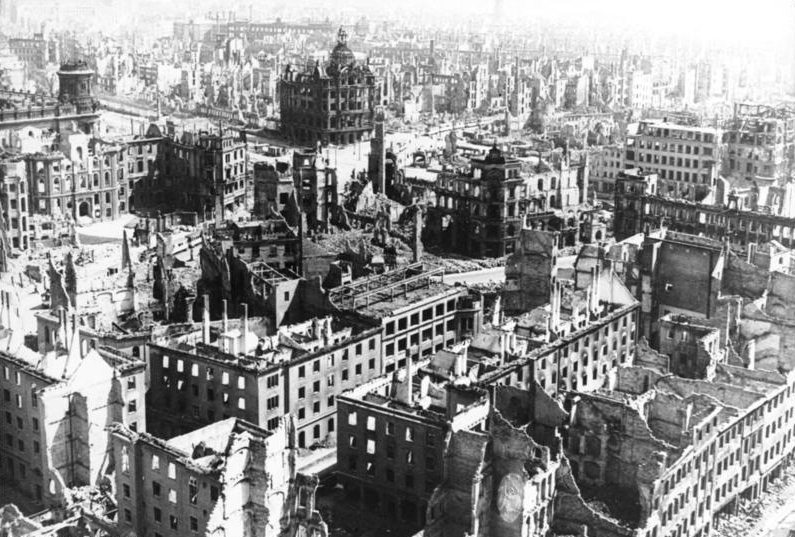
Vista de la ciudad destruida desde la torre del ayuntamiento. En primer plano se encuentra lo que en la actualidad es la Pirnaischer Platz.

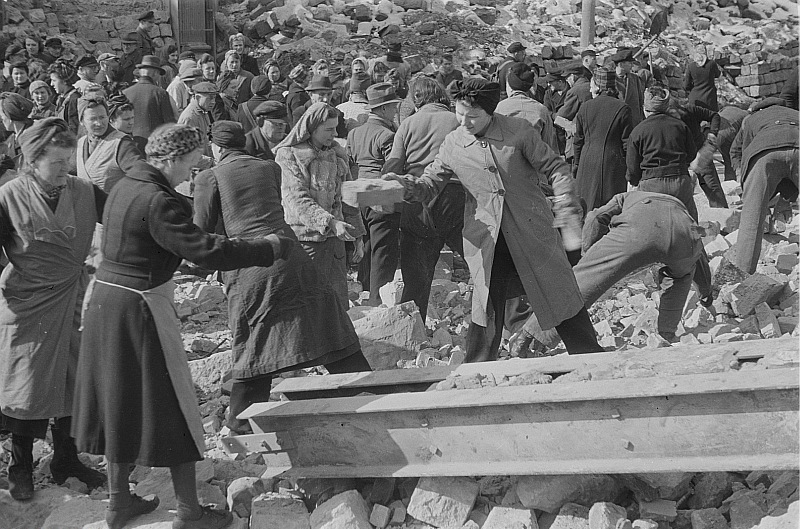
Trabajos de desescombro (1945).

El centro de Dresde, densamente poblado, constaba principalmente de edificios del Renacimiento, del Barroco y superficies de uso mixto comercial-residencial creadas en tiempos de la Gründerzeit siguiendo un tipo de planificación urbanística medieval. Por aquel entonces, era usual que se estableciesen fábricas en los patios traseros de las viviendas, o bien que se agrupasen en complejos más grandes directamente junto a las casas.
La Altstadt ardió completamente en su mayor parte; en algunos casos permanecieron en pie algunos edificios terriblemente dañados. La Seevorstadt, Johannstadt y la parte oriental de Südvorstadt quedaron en su mayor parte destrozadas. Del mismo modo, también resultaron destruidos los núcleos poblacionales primitivos y los edificios históricos de las localidades de Mickten, Strehlen y Gruna. A esto hay que añadir los graves daños que sufrieron Reick, Friedrichstadt, Plauen, Zschertnitz y la Neustadt, así como los incendios que se produjeron en Prohlis. Entre las calles Schandauer y Bodenbacher Straße quedaron completamente destruidas casi 800 casas con cerca de 7000 viviendas, fábricas y talleres. Hubo daños de diversa magnitud en hileras de casas aisladas en Hechviertel, Pieschen, Niedersedlitz y Albertstadt. La densamente poblada Äußere Neustadt permaneció en gran medida indemne, por lo que en la actualidad se da la circunstancia de que muchos edificios de la Neustadt ('Ciudad Nueva') son en realidad más antiguos que muchos de la Altstadt ('Ciudad Vieja').
El ataque aéreo destruyó muchos monumentos irremplazables del Barroco tardío de la «Florencia del Elba», entre otros la Semperoper, la Frauenkirche, el palacio, la Iglesia de Santa Sofía o Sophienkirche y el Zwinger. Las autoridades civiles de la República Democrática Alemana ignoraron en gran medida el diseño urbanístico previo de la ciudad y mandaron demoler muchos edificios quemados (entre otros, la Sophienkirche, la Große Meißner Straße y el Sekundogenitur). También mantuvieron ruinas y montañas de escombros como monumento (Frauenkirche, Kurländer Palais), reforzando con ello aún más la impresión de destrucción absoluta del centro de la ciudad.
A pesar de que los ataques nocturnos no apuntaban directamente a las fábricas de armamento de Dresde, destruyeron el 70 % del tejido industrial de la ciudad y dañaron enormemente las infraestructuras necesarias para su funcionamiento, como el gas, el agua o la electricidad. Los posteriores ataques diurnos de la Fuerza Aérea de EE. UU. fueron poco precisos debido a la baja visibilidad. En las zonas habitadas, sobre un total de 222 000 viviendas, hasta mayo de 1945 resultaron totalmente destruidas entre 60 000 y 75 000, incluyendo mobiliario. Otras 18 000 estaban seriamente dañadas y unas 81 000 habían sufrido daños de poca consideración. El 30 % de los locales de venta al por menor quedaron totalmente inutilizados, entre ellos tres grandes almacenes en la Altstadt y los mercados de Weißeritzstraße, Antonsplatz y la Innere Neustadt, donde se concentraba el comercio de frutas y verduras.
La circulación quedó totalmente paralizada tras el 13 de febrero. Las catenarias quedaron destruidas en un 75 % y las calles estaban llenas de escombros y cráteres causados por el impacto directo de bombas (la Concejalía de Obras Públicas de la ciudad contabilizó hasta 1100). Todos los puentes sobre el Elba resultaron afectados. El centro de la ciudad, importante nudo de la circulación, quedó intransitable. Los trabajadores y las autoridades tenían atravesar a pie la escombrera en que se había convertido la ciudad vieja. La circulación ferroviaria pudo ponerse en funcionamiento de modo provisional dos semanas más tarde. El transporte de tropas llegó incluso a reanudarse a los pocos días, pues las vías de recorridos largos que atravesaban Dresde permanecieron prácticamente intactas hasta el bombardeo del 2 de marzo de 1945.
La mayor parte de las fábricas tuvieron que parar su producción, bien por estar destruidas o muy dañadas, bien porque muchos de sus trabajadores habían muerto o bien porque no podían llegar de ninguna manera hasta sus puestos de trabajo. Según un comunicado (a la postre el último) del SS- und Polizeiführer del Elba del 15 de marzo de 1945, solo había seis fábricas en toda la ciudad con capacidad para continuar su producción con un volumen indeterminado. El matadero de Ostragehege reanudó su trabajo el 19 de febrero. La panadería y carnicería de Rosenstraße, a finales de marzo.
En el centro de la ciudad, en el distrito cuarto, se contabilizaban en marzo de 1945 todavía 4000 habitantes. La parte norte de Striesen acogió a miles de refugiados. A pesar de que se abrieron los almacenes de víveres, estos pronto resultaron escasos y no se podía ni siquiera imprimir la tarjetas de racionamiento. Hasta mediados de abril la beneficencia pública del régimen no tomó a su cargo el cuidado de los afectados. A las personas que no tenían a su disposición medios para cocinar se les remitió a partir del 10 de abril de 1945 a cocinas colectivas. Resultó imposible volver a poner en marcha la administración, dado que los edificios o estaban destruidos o quemados; muchos funcionarios habían huido o muerto. Según el Gauleiter Mutschmann, la ciudad ya no se encontraba en disposición de «llevar a cabo sus tareas administrativas». Debido a falta de personal, se encargó este trabajo a otros funcionarios de provenientes de toda Sajonia.

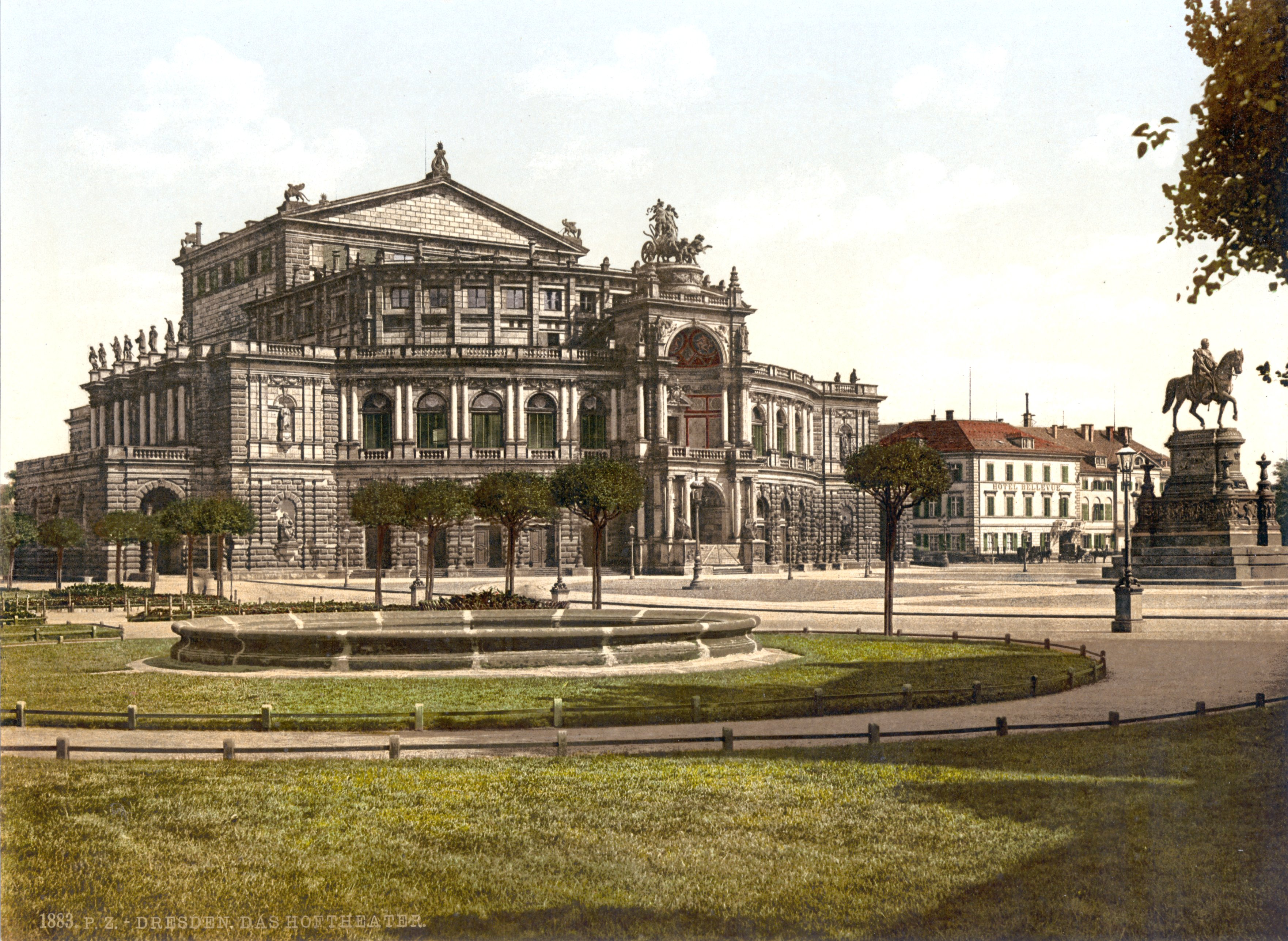
La Semperoper antes del bombardeo.
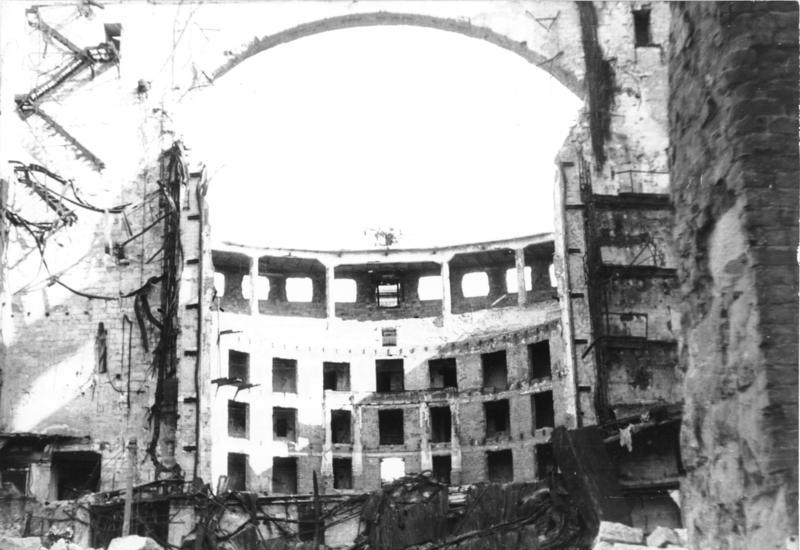
La Semperoper después del bombardeo.

### Humano
Desde el fin de la guerra el número de fallecidos en el bombardeo de Dresde ha sido objeto de constante revisión por parte de la comunidad académica. Las cifras exactas son difíciles de determinar. Los cálculos cuentan con la dificultad añadida de que, la ciudad, que en 1939 tenía una población de 642 000 habitantes, estaba en el momento del bombardeo atestada con cerca de 200 000 refugiados y miles de soldados heridos.

#### Primeras estimaciones

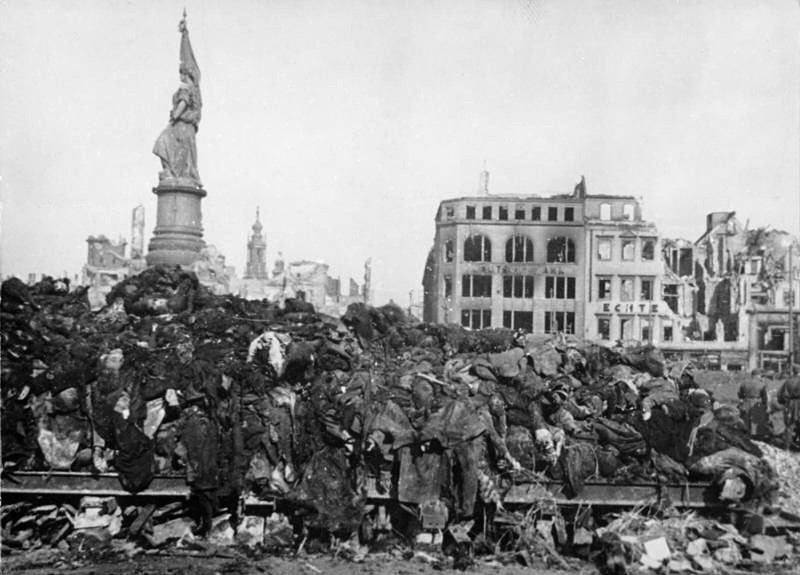
Montaña de cadáveres tras los bombardeos del 13 y el 14 de febrero.

Las cifras habituales en las primeras décadas de la posguerra se caracterizaban por, o bien carecer de sustento documental, o bien estar basadas en datos del Ministerio de Propaganda nazi. Las primeras informaciones que se publicaron en los medios, se hacían eco de cantidades de seis cifras. El periódico sueco Svenska Morgenbladet apuntaba el 17 de febrero de 1945 «por encima de los 100 000» y el 27 de febrero a «cerca de los 200 000» muertos. En 1948, el Comité Internacional de la Cruz Roja mencionaba 275 000 cuerpos «identificados» en la región de Dresde basándose en informes procedentes de las autoridades nazis. En 1951, Axel Rodenberger hablaba de entre 350 000 y 400 000 fallecidos y citaba como fuente un líder anónimo del Ministerio de Propaganda. F.J.P. Veale escribió en 1955 en Advance to Barbarism que el número estaba entre los 300 000 y los 500 000. Ese mismo año, el primer alcalde de Dresde de la posguerra, Max Seydewitz, dio en su libro Zerstörung und Wiederaufbau von Dresden la cifra de al menos 35 000 muertos. El británico David Irving calculó en 1963, en su libro La destrucción de Dresde, entre 135 000 y 250 000; también en 1963, Georg Feydt, ingeniero de defensa civil en Dresde durante la guerra, escribió que el número no podía haber sido en ningún caso mayor de 50 000, citando una cifra oficial de 39 773 (no mencionó su fuente). Hans Rumpf, inspector general del cuerpo de bomberos alemán durante la guerra, hablaba en 1966 de 60 000; Hans Dollinger en 1973, 250 000; y Rolf Hochhuth en 1974, 202 000 utilizando a Irving como fuente. El Süddeutsche Zeitung hablaba en 1975 de 135 000 y Die Welt de "250 000 o incluso 400 000" fallecidos. El antiguo oficial del alto mando de Dresde Eberhard Matthes afirmaba ya entrada la década de los '90 que el 30 de abril de 1945 tuvo lugar en su presencia una conversación telefónica con Adolf Hitler a petición de este, en la que se informó al Führer de 3500 cadáveres identificados, 50 000 identificables y 168 000 irreconocibles. Aparte de no existir referencia escrita alguna que sostenga el relato de Matthes, el historiador Götz Bergander pone en duda que Hitler estuviese interesado en solicitar tal informe el mismo día que se iba a suicidar. Algunas de estas estimaciones son a menudo citadas aún en la actualidad por la extrema derecha alemana y los revisionistas históricos.

#### Primeras cifras documentadas

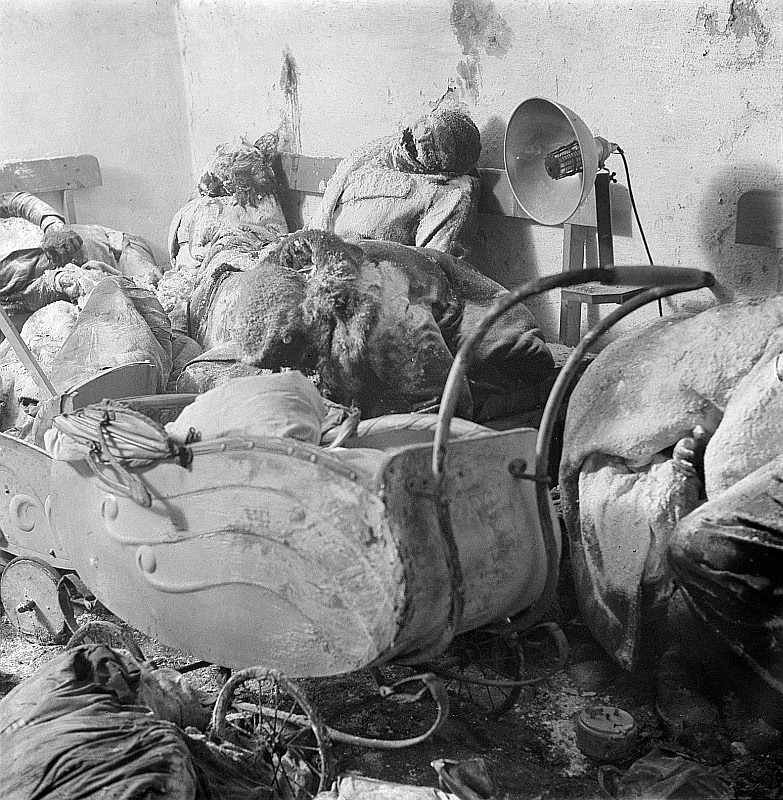
El cadáver de una madre junto al carrito de sus hijos gemelos.

Con el tiempo se fueron desclasificando documentos internos del partido nazi que contradecían las estimaciones de seis cifras. El periódico Das Reich ya hablaba el 4 de marzo de 1945, con las montañas de cadáveres recién apiladas, de «decenas de miles» de cadáveres rescatados. Joseph Goebbels habló también en una conferencia en Görlitz el 6 de marzo de 1945 de 40 000 víctimas mortales, asegurando que el Führer quería matar el mismo número de pilotos aliados. Un informe del 22 de marzo de 1945 del alto mando de la policía regional fue el primer documento oficial en dar cifras concretas: 18 375 caídos, 2212 heridos graves y 13 718 heridos leves. Según este informe, el 50 % de los cuerpos serían identificables y el número total de muertos «incluyendo extranjeros» sería de «unos 25 000». Otro informe oficial fechado ese mismo día, el Tagesbefehl ('orden del día') número 47 (TB47), citaba que se habían recuperado hasta la fecha 20 204 cadáveres, incluyendo 6865 que fueron incinerados en la plaza del Altmarkt, y que se esperaba que el número total ascendiese hasta los 25 000. Este documento fue descubierto en 1966 en el Archivo Federal de Coblenza, revelando que la versión del mismo conocida hasta entonces por los historiadores había sido falsificada con un cero extra en todas las cifras. El mismo Irving, que se había apoyado en dicha versión para sus estimaciones, reconoció su error en una carta al director del diario The Times el 7 de julio de 1966.
Götz Bergander menciona en Dresden im Luftkrieg (1977) otro informe oficial redactado sobre el terreno el 3 de abril de 1945 que afirmaba que hasta el 31 de marzo se habían contabilizado 22 096 cadáveres.
En 1993 se descubrieron en el Archivo Municipal de la ciudad documentos pertenecientes a la oficina que gestionaba los cementerios municipales. Dichos documentos atestiguan que se enterraron 21 271 víctimas de los bombardeos en los camposantos de la ciudad, de los cuales 17 295 fueron al Heidefriedhof (el número incluye las cenizas de los incinerados en el Altmarkt).
La historiografía especializada tradicional solía completar sus estimaciones hasta un máximo de 40 000 añadiendo algunos miles a las cifras provenientes de esas fuentes. Debido al elevado número de muertos y a la falta de mano de obra para enterrarlos, las víctimas halladas en refugios fueron incineradas con lanzallamas. Además, es probable que se celebraran inhumaciones privadas en otros sitios. Finalmente, otros 1858 cuerpos fueron encontrados durante la reconstrucción de la ciudad entre el fin de la guerra y 1966. El número de personas registradas como «en paradero desconocido» por las autoridades fue en su momento de 35 000, de las cuales cerca de 10 000 fueron encontradas con vida posteriormente.

#### Investigaciones recientes

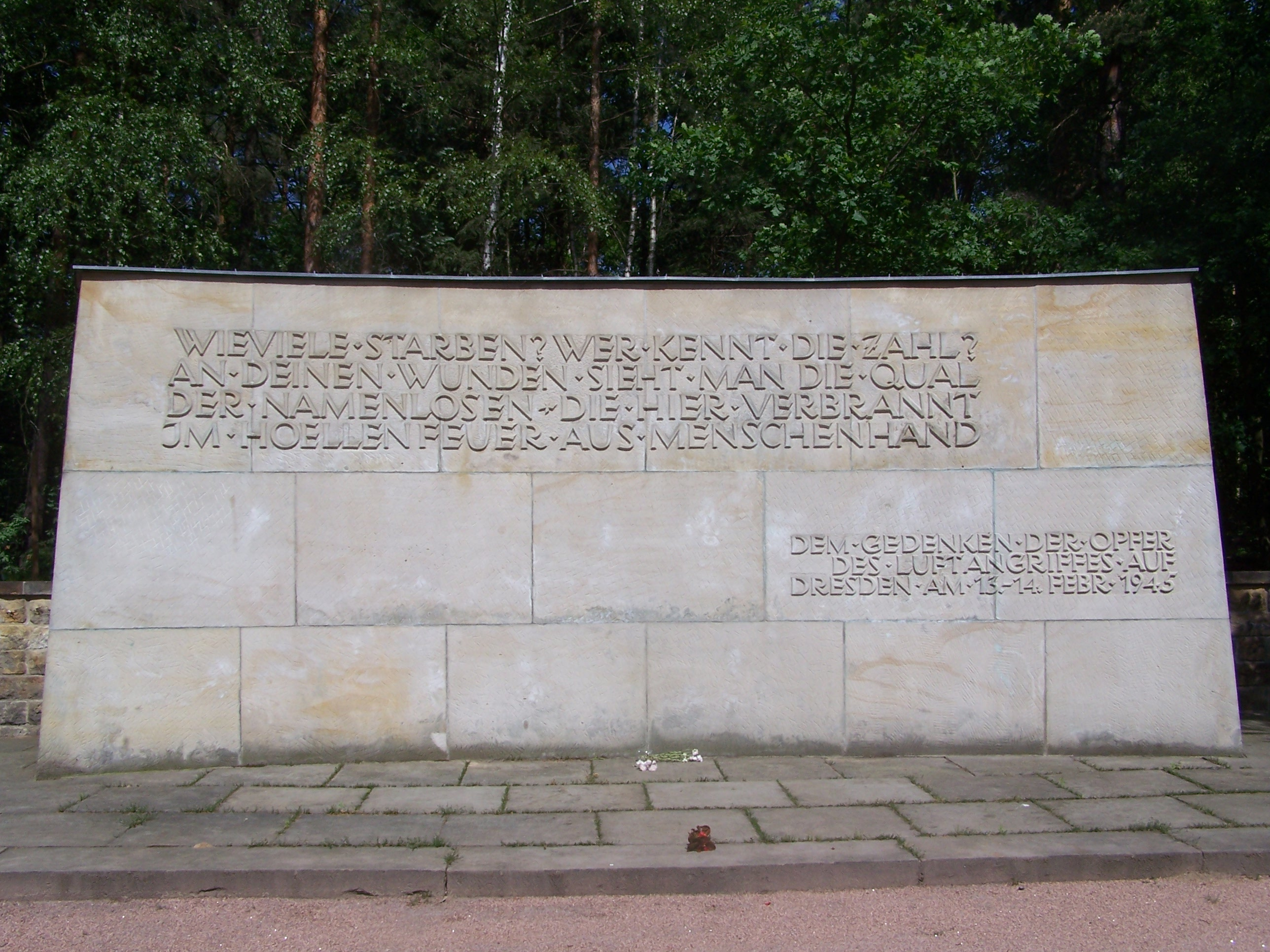
Lápida conmemorativa en el cementerio Heidefriedhof. Dice: „Wieviele starben? Wer kennt die Zahl?/An deinen Wunden sieht man die Qual/der Namenlosen die hier verbrannt/im Hoellenfeuer aus Menschenhand“. («¿Cuántos murieron? ¿Quién conoce el número?/En tus heridas se ve el sufrimiento/de los sin nombre que aquí murieron calcinados/en el fuego infernal creado por la mano del hombre».)

En 2005, el Ayuntamiento de Dresde decidió, con motivo del 800.º aniversario de la ciudad, encargar al catedrático de Historia Rolf-Dieter Müller encabezar una comisión independiente de historiadores para determinar de manera fiable el número de fallecidos del bombardeo. La comisión trabajó con los documentos conocidos hasta la fecha, nuevos datos procedentes de actas hasta el momento desconocidas de los archivos municipales, descubrimientos arqueológicos y testimonios de testigos del bombardeo. La comisión fue interrumpida brevemente por motivos económicos entre finales de 2006 y principios de 2007.
A comienzos de 2008, los especialistas hicieron públicos sus resultados. La comisión revaluó la documentación de las funerarias y los gabinetes municipales encargados de obras públicas, gestión de racionamiento, abastecimiento, indemnizaciones de guerra y retirada de escombros. El comité determinó por primera vez con exactitud el número de habitantes de la ciudad tras los ataques gracias a documentos de la oficina municipal de racionamiento. En 2008 se hicieron también públicos los resultados de las excavaciones arqueológicas que habían comenzado en 1993 en la Altstadt, en pleno centro de la tormenta ígnea; estas demostraron que aproximadamente el 20 % de los sótanos de la zona mostraban restos de piedra caliza al rojo vivo. También se encontraron objetos de cristal y metal deformados por el fuego y los restos mortales de 14 personas, 11 de ellas con toda seguridad víctimas del bombardeo. La comisión desechó la posibilidad de que hubiese víctimas que se volatilizasen sin dejar rastro. Müller asegura que «incluso en condiciones "ideales" en un crematorio, los cadáveres dejan restos» y que, según los estudios realizados por la Escuela de Minas de Freiberg sobre las muestras de ladrillo de la Altstadt, en febrero de 1945 no se alcanzó en ningún momento la temperatura suficiente para hacer desaparecer un cuerpo humano. Todos los datos disponibles fueron almacenados informáticamente, comprobados e interrelacionados. Los investigadores presentaron sus primeros resultados en 2008 y concluyeron su trabajo en marzo de 2010.
La comisión determinó que, según las pruebas existentes, se podía afirmar que el número de víctimas mortales del bombardeo fue de un mínimo de 18 000 y un máximo de 25 000 personas. El hallazgo de nuevos documentos en 2010 elevó el número mínimo de víctimas a 22 700.

#### Comparación con otros ataques aéreos sobre la Alemania nazi
En Dresde solo se bombardeó una parte concreta de la ciudad y la cantidad total de bombas arrojadas fue inferior al de otros muchos bombardeos. Sin embargo, el número de víctimas es el más alto en un bombardeo sobre una ciudad alemana tras el de la Operación Gomorra (Hamburgo). Esto se explica porque se desarrolló bajo condiciones climatológicas favorables para alimentar con las estructuras de madera de los viejos edificios del centro una tormenta de fuego. Otro factor coadyuvante fue la falta de previsión por parte del Gauleiter Martin Mutschmann. Entre otras imprevisiones, se habían construido pasadizos subterráneos que unían los sótanos de las viviendas de edificios adyacentes, pero no túneles de escape al final de los sótanos interconectados, por lo que la gente que intentaba escapar de las llamas se encontraba inexorablemente en un cul-de-sac. Por ejemplo, en el bombardeo de Braunschweig las noches del 14 y el 15 de octubre de 1944, el uso de Hochbunker y el buen entrenamiento de los bomberos salvaron a 23 000 personas de perecer en una tormenta de fuego similar.
| Ciudad   | Población en 1939 | Bombas estadounidenses (T) | Bombas británicas (T) | Total    |
| -------- | ----------------- | -------------------------- | --------------------- | -------- |
| Berlín   | 4 339 000         | 22 090,3                   | 45 517                | 67 607,3 |
| Hamburgo | 1 129 000         | 17 104,6                   | 22 583                | 39 687,6 |
| Múnich   | 841 000           | 11 471,4                   | 7858                  | 27 110,9 |
| Colonia  | 772 000           | 10 211,2                   | 34 712                | 44 923,2 |
| Leipzig  | 707 000           | 5 410,4                    | 6206                  | 11 616,4 |
| Essen    | 667 000           | 1 518,0                    | 36 420                | 37 938,0 |
| Dresde   | 642 000           | 4 441,2                    | 2 659,3               | 7 100,5  |

## Reacciones políticas durante la guerra

### En Alemania

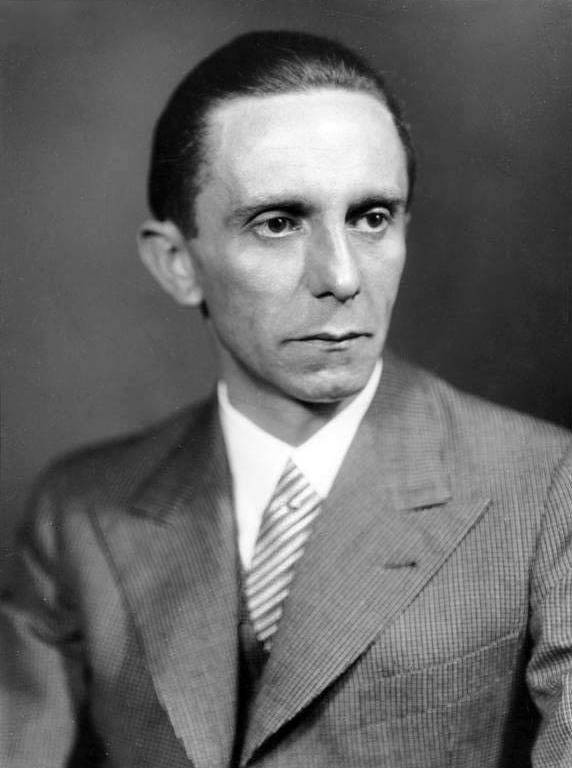
El Dr. Joseph Goebbels.

La postura alemana respecto al raid evolucionó con el tiempo. Al principio, algunos jerarcas, especialmente Robert Ley y Joseph Goebbels, querían emplearlo como pretexto para abandonar las convenciones de Ginebra en el Frente Occidental. Al final, el gobierno alemán se limitó a explotar los ataques con fines propagandísticos. Se dice que Goebbels lloró de ira durante veinte minutos cuando tuvo noticia de la catástrofe, antes de explotar violentamente contra Göring, comandante de la Luftwaffe:

Si yo estuviese en el poder arrastraría a este inútil cobarde, al Reichsmarschall ese, delante de un tribunal. Cuánta no será la culpa de este parásito en todo esto, que se lo debemos a su indolencia y a su apego por su propia comodidad.

El 16 de febrero, el ministro de Propaganda publicó una nota de prensa que aseguraba que Dresde no tenía industria militar y que se trataba de una ciudad cultural. El 25 de febrero se publicó un nuevo panfleto con fotografías de dos niños abrasados bajo el título de Dresde — Masacre de refugiados; en él se aseguraba que habían muerto 200 000 personas. Puesto que no se había llevado a cabo una estimación oficial, tales cifras eran meramente especulativas, pero algunos periódicos como el Svenska Morgonbladet de Estocolmo se hicieron eco de ellas, utilizando frases como «de una fuente privada desde Berlín» para explicar su origen. Frederick Taylor afirma que «hay motivos para pensar que, más tarde, en marzo, varias copias (o extractos) de un informe oficial de la policía fueron filtradas a la prensa neutral por el ministerio de Goebbels [...] con las cifras manipuladas con un cero de más en el número de muertos: 202 040».
El 4 de marzo, el periódico semanal Das Reich, fundado por Goebbels, publicaba un largo artículo enfatizando el sufrimiento y la destrucción de un icono cultural, eludiendo hacer mención alguna al hecho de si los ataques habían tenido alguna repercusión negativa en el potencial militar alemán. Taylor escribe que esta propaganda fue efectiva, pues no solo tuvo su influencia en las simpatías de los países neutrales, sino que llegó incluso a la Casa de los Comunes británica, cuando el parlamentario laborista Richard Stokes, detractor del bombardeo de ciudades enemigas, citó información proveniente de la Agencia Alemana de Prensa (controlada por el Ministerio de Propaganda). Las preguntas de Stokes en la cámara tuvieron gran parte de responsabilidad en el cambio de opinión que tuvo lugar en Gran Bretaña respecto a este tipo de ataques. Taylor sugiere que, aunque la destrucción de Dresde habría tenido igualmente efecto en la opinión pública con independencia de la propaganda alemana, la manipulación de Goebbels de las cifras de muertos fue el origen de, al menos, parte de la indignación. Sea como fuere, Stokes era crítico con el bombardeo de ciudades alemanas bastante tiempo antes de los bombardeos de Dresde. Según Max Hastings, «entre 1942 y 1945 (Stokes) fue para el gobierno como una espina clavada con el tema del bombardeo de ciudades».

### En el Reino Unido
La destrucción de la ciudad provocó malestar en círculos de la intelectualidad británica. De acuerdo con el historiador Max Hastings, hacia febrero de 1945, los ataques a ciudades alemanas se habían vuelto prácticamente irrelevantes para el resultado de la guerra y el nombre de Dresde era conocido por la gente culta de toda Europa — «el hogar de tanto encanto y belleza, el refugio de las heroínas de Trollope, una parada obligatoria del Grand Tour». Hastings escribe que el bombardeo de Dresde fue la primera vez que la población de los países aliados cuestionaba seriamente las acciones militares empleadas para derrotar a los nazis. El descontento aumentó al publicarse una noticia de Associated Press que aseguraba que los Aliados habían recurrido a bombardeos para aterrorizar a la población. En una rueda de prensa del alto mando aliado dos días después de los raids, el Comodoro del Aire Colin McKay Grierson decía a los periodistas:

En primer lugar (Dresde y otras ciudades similares) son los centros hacia los cuales se está desplazando a los evacuados. Son centros de comunicaciones a través de los cuales se canaliza el tráfico hacia el frente ruso y desde el frente occidental hacia el Este; y están lo suficientemente cerca del frente ruso como para permitir a los rusos continuar con éxito su batalla. Creo que estas tres razones probablemente justifican el bombardeo.

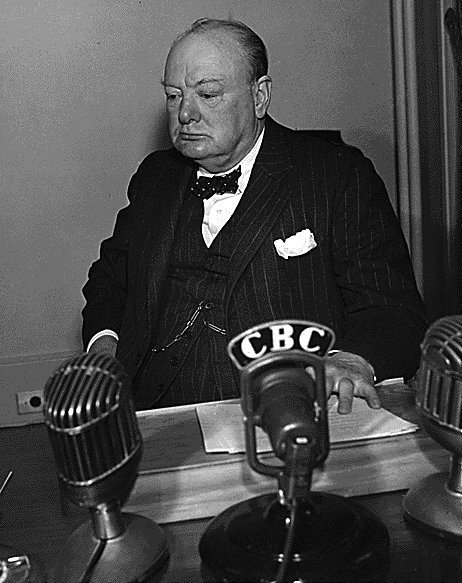
Winston Churchill.

Uno de los periodistas preguntó si el objetivo principal de bombardear Dresde era causar confusión entre los refugiados o destruir las líneas de abastecimiento militar. Grierson respondió que el objetivo primario eran las comunicaciones, para evitar que transportaran provisiones militares, así como detener si fuera posible el movimiento en todas las direcciones. Posteriormente apuntó que el raid también ayudó a destruir «lo que queda de la moral alemana». Howard Cowan, corresponsal de guerra de Associated Press, publicó entonces un artículo afirmando que los Aliados habían recurrido a terror bombings. Se publicaron numerosos editoriales sobre el tema y Richard Stokes, miembro del parlamento y detractor de los bombardeos estratégicos desde hacía tiempo, lo llevó a la cámara de los comunes el 6 de marzo. Toda esta corriente interna y la presión de los dirigentes militares de EE. UU. hicieron que Winston Churchill terminase también distanciándose de la estrategia de los area bombings. El 28 de marzo de 1945, el primer ministro redactó un telegrama dirigido al General Hastings Ismay y a los jefes del estado mayor británico que no llegó a enviar y que decía lo siguiente:

Pienso que ha llegado el momento de replantearse la cuestión de bombardear las ciudades alemanas con el mero propósito de propagar el terror o bajo otros pretextos. De lo contrario, al final sólo controlaremos un país completamente arrasado... La destrucción de Dresde pone seriamente en entredicho la conducta de los Aliados en lo referente a bombardeos. Soy de la opinión de que los objetivos militares deben ser, de ahora en adelante, estudiados de forma más estricta atendiendo a nuestros propios intereses, no a los del enemigo. El Secretario de Exteriores me ha hablado de este tema y percibo la necesidad de una concentración más precisa en objetivos militares, tales como combustible y comunicaciones en la retaguardia de la zona donde se esté combatiendo, en lugar de meros actos de terror y destrucción gratuita, por impresionantes que éstos puedan parecer.

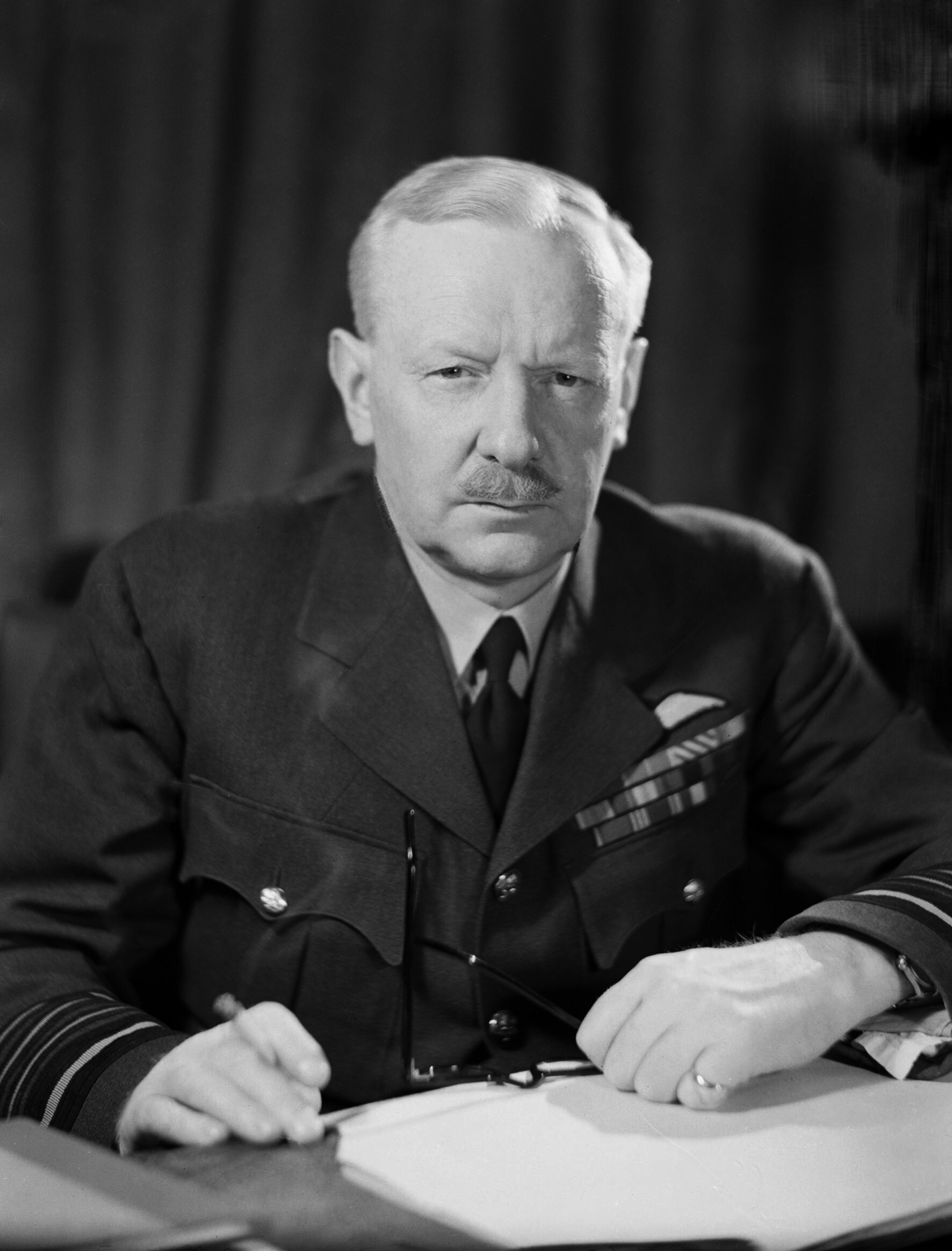
Arthur Harris.

En el telegrama que finalmente sí envió, Churchill hacía hincapié en que seguir destruyendo zonas residenciales y similares era contrario a los intereses de Gran Bretaña tras la guerra. Al día siguiente y tras ser informado por Bottomley del telegrama de Churchill, el Mariscal de la RAF Arthur Harris contestaba así en un escrito al Ministerio del Aire:

[…] Los ataques sobre ciudades, como cualquier otro acto de guerra, son intolerables a no ser que tengan justificación estratégica. Pero son estratégicamente justificables en tanto en cuanto ayudan a acortar la guerra y salvar vidas de soldados aliados […] Para mí, personalmente, todas las ciudades alemanas que quedan no valen lo que los huesos de un solo granadero británico […] Dresde era una aglomeración de fábricas de munición, un centro administrativo intacto y un nudo de comunicaciones básico para el transporte hacia el Este. Ahora ya no es nada de eso.

## Debate histórico

### Racionalidad militar y crímenes de guerra

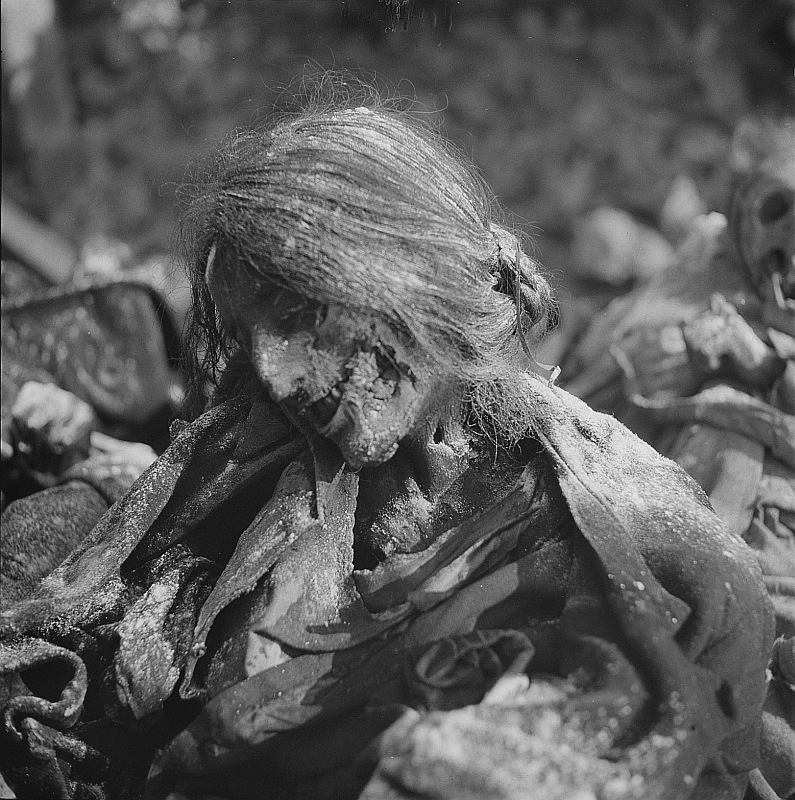
Cadáver de una mujer en un refugio antiaéreo

La destrucción de Dresde se ha convertido en «una tragedia totalmente ejemplarizante de los horrores de la guerra en el siglo XX y un símbolo de destrucción». La belleza de la ciudad, su importancia como icono cultural, la creación deliberada de una tormenta de fuego, el número de víctimas, su limitado interés militar y el hecho de que tuviese lugar al final de la guerra, ponen en entredicho la necesidad del bombardeo. En la actualidad, la mayor parte de los historiadores critica durísimamente la acción, juzgándola desproporcionada e innecesaria. El catedrático alemán Sönke Neitzel afirma que «es difícil encontrar ninguna prueba en documentos alemanes de que la destrucción de Dresde tuviese alguna consecuencia digna de mención en el Frente Oriental. Las plantas industriales de Dresde no desempeñaban un papel significativo en la industria alemana en esta etapa de la guerra». El historiador austriaco Jörg Friedrich está de acuerdo en que la implacable campaña de bombardeos contra las ciudades alemanas de los últimos meses de guerra no respondía a propósitos militares. Alexander McKee hace hincapié en que «los objetivos militares no fueron atacados, salvo uno o dos que fueron alcanzados por accidente».
Algunos autores van más allá y lo califican como crimen de guerra. Las Convenciones de La Haya, códigos de conducta en situaciones de conflicto bélico en las que se definía la figura del «crimen de guerra», fueron adoptadas antes del surgimiento de la guerra aérea. Pese a multitud de intentos diplomáticos, el Derecho internacional humanitario no se actualizó hasta después de la Segunda Guerra Mundial. La ausencia de leyes específicas no significaba que las leyes generales no fuesen aplicables a la guerra aérea; simplemente, no existía unanimidad a la hora de interpretarlas. Tras la guerra, la comunidad internacional no condenó inmediatamente la práctica. En la IV Convención de Ginebra (1949), los EE. UU. y el Reino Unido rechazaron tipificar los bombardeos de superficie como crimen de guerra, porque habría supuesto reconocer su culpa por sus ataques sobre civiles alemanes y japoneses. Este vacío legal en el momento del suceso hace que haya tanta polémica a la hora de clasificar el bombardeo de Dresde como crimen de guerra. El Dr. Gregory H. Stanton, presidente de Genocide Watch, es de la opinión de que «el Holocausto nazi es uno de los más viles genocidios de la Historia. Pero el bombardeo aliado de Dresde y la destrucción nuclear de Hiroshima y Nagasaki fueron también crímenes de guerra [...] Todos somos capaces de cometer el mal y debe haber leyes que nos disuadan de hacerlo». El historiador Donald Bloxham está de acuerdo: «El bombardeo de Dresde del 13 al 14 de febrero de 1945 fue un crimen de guerra». Bloxham sostiene que el episodio es suficiente para encausar prima facie a Winston Churchill, entre otros, y que en un hipotético juicio podría ser hallado culpable. Considera que esto resultaría sorprendente por el hecho de que «para la gente, "criminal de guerra", al igual que "pedófilo" o "terrorista", se ha convertido en una categoría moral, más que una legal». El premio Nobel alemán Günter Grass es otro de los intelectuales que también se han referido a Dresde como un crimen de guerra. Los defensores de esta postura alegan que los Aliados eran perfectamente conscientes de los efectos de los bombardeos incendiarios, ya que varias ciudades británicas habían sufrido sus efectos durante el Blitz; además, afirman que Dresde no tenía guarnición militar, que la mayor parte de la industria se encontraba en las afueras y no en la zona marcada como objetivo, y que la relevancia cultural de la capital sajona debería haber disuadido a los Aliados de arrasarla.
Otros autores evitan manifestarse en ese sentido. Frederick Taylor afirmó en una entrevista a Der Spiegel que el ataque sobre Dresde fue «horrible, exagerado y excesivo», pero que «un crimen de guerra es algo muy específico acerca de lo cual los juristas internacionales debaten continuamente. No estoy preparado para entrar en ese debate, ni tampoco veo por qué debería. Yo soy historiador». Igualmente, el filósofo británico A. C. Grayling describió los bombardeos de superficie británicos como un «acto inmoral, porque destruir todo [...] contraviene todos los principios morales y humanitarios relacionados con la conducta de guerra justa», pero «no es estrictamente correcto describirlo como un crimen de guerra».

### Propaganda y revisionismo histórico

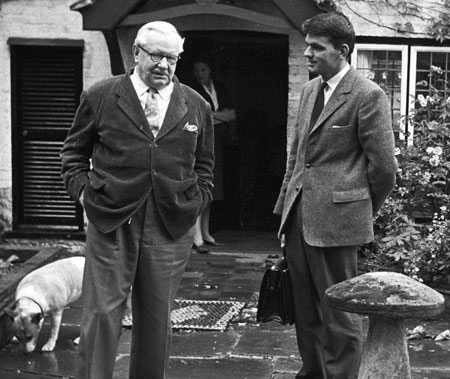
David Irving con Arthur Harris en 1962.

Los ataques aéreos han sido utilizados hasta hoy día desde el punto de vista de los intereses políticos. Enseguida el ministerio de Joseph Goebbels utilizó el bombardeo de Dresde para relativizar la culpabilidad germana en la guerra y predicar el papel de víctimas de los alemanes. Después, durante la Guerra Fría, los prejuicios ideológicos dificultaron la investigación histórica de los hechos. El comunista Walter Weidauer, primer alcalde de Dresde en la posguerra, describió en 1946 los ataques como una catástrofe evitable pero provocada por «los fascistas alemanes». Tres años después, cambió de postura y acusó a las potencias occidentales de ser los «únicos culpables del bombardeo criminal de Dresde sin ninguna necesidad militar». Desde 1949, en contra de los datos hoy conocidos[cita requerida], la propaganda de la RDA acusó a los Aliados de querer dejar a la Unión Soviética una Alemania Oriental innecesariamente destruida.

### «Leyendas»
Distintas fuentes se han hecho eco en ocasiones de una serie de acontecimientos presuntamente acaecidos durante el ataque, que en la actualidad una importante parte de los historiadores (como Götz Bergander, Helmut Schnatz y Frederick Taylor) califican de «leyendas». Parte de ellas fueron populares dentro de la literatura alemana de la posguerra, y posteriormente David Irving, autor de referencia entre los revisionistas históricos, las hizo suyas.

#### Lluvia de fósforo
El bombardeo de Dresde se llevó a cabo hacia el final de la Segunda Guerra Mundial por parte de la Real Fuerza Aérea británica (RAF) y las Fuerzas Aéreas del Ejército de los Estados Unidos (USAAF) bajo el nombre de Operación Trueno. Con este nombre se suele hacer referencia a los cuatro ataques aéreos consecutivos que se realizaron entre el 13 y el 15 de febrero de 1945 las fuerzas aliadas lanzaron más de 4000 toneladas de bombas de alto poder explosivo y armas incendiarias sobre Dresde, matando a unas 25 000 personas y destruyendo más de 75 000 viviendas.

#### Ataque de cazas
Algunos testigos oculares que se habían refugiado el 14 y 15 de febrero en las praderas del río Elba, el Großer Garten o las carreteras principales que cruzaban la ciudad, hablan de cazas aliados ametrallando en vuelo rasante a civiles.
Un grupo de expertos sobre el bombardeo de Dresde no da credibilidad a estos relatos. Aseguran que algunos detalles de los mismos son demostrablemente falsos (como las marcas en el fuselaje de los aviones estadounidenses). No se han encontrado restos de munición, ni órdenes escritas en los archivos de la RAF y la USAAF, ni testimonios de pilotos, ni mención alguna en documentos de las autoridades nazis (nótese que el ejército alemán siempre hacía constar cada ataque aéreo a baja altura). En ningún certificado de defunción se menciona el ametrallamiento como causa del deceso. Además, se trata de una práctica poco habitual y muy peligrosa durante un bombardeo, porque los cazas en ataque rasante y los bombarderos de vuelo más alto se habrían puesto en peligro mutuamente, sin tener en cuenta el riesgo que supone acercarse a una tormenta de fuego. Finalmente, Schnatz considera improbable que las aeronaves malgastasen el combustible en operaciones de ese tipo, teniendo que volar de vuelta hasta el Reino Unido.
Bergander trata de explicar los testimonios con estas palabras:

Muy probablemente, los cazas de escolta estadounidenses persiguieron a los cazas alemanes; hubo batallas aéreas a gran altura y cerca del suelo, y sin duda hubo luchas aéreas con pérdidas alemanas en el espacio entre Dresde y Chemnitz… En el fragor de la caza de persecución aérea a ras del suelo, pudieron caer a tierra haces de proyectiles, y es científica y psicológicamente comprensible que la gente sintiera como si se les estuvieran disparando ráfagas de ametralladora.

## Conmemoraciones

### Religiosas
El 13 de febrero de cada año tienen lugar actos conmemorativos en Dresde. En el primer aniversario de la devastación, hacia las diez de la noche, dos jóvenes estudiantes escalaron la torre de la Kreuzkirche e hicieron sonar las campanas. Desde entonces, existe la tradición de tocar las campanas de todas las iglesias de Dresde el día 13 de febrero a las 21:45, hora en que empezaron a sonar las alarmas antiaéreas. En 1995, con motivo del 50.º aniversario de los ataques, se tocó una «sinfonía de campanas» en la cual intervinieron todas las campanas de la ciudad.
Inmediatamente después de finalizar la guerra, la comunidad anglicana de la ciudad inglesa de Coventry, que resultó casi destruida por un raid alemán, se puso en contacto con Dresde. En 1959 ambas localidades se hermanaron.
En 2002, representantes de Coventry visitaron Dresde. El encuentro discurrió bajo el lema «Construir puentes — vivir la reconciliación» y tuvo lugar junto a las obras de la Frauenkirche, cuya reconstrucción había comenzado en 1990. Dicha iglesia se ha reconstruido con fondos procedentes de donaciones, especialmente alemanas y británicas, y se ha convertido en un símbolo de la reconciliación. Desde el 13 de febrero de 2005, la Frauenkirche forma parte de la asociación Cross of Nails ('Cruz de clavos'), cuyo nombre hace referencia a un símbolo religioso que se construyó a partir de los escombros de la Catedral de Coventry tras resultar esta arrasada en 1940. También son centros asociados a dicho organismo otros enclaves de la ciudad, como la Kreuzkirche, el hospital Diakonissenkrankenhaus y la parroquia Maria am Wasser (Dresde-Hosterwitz).

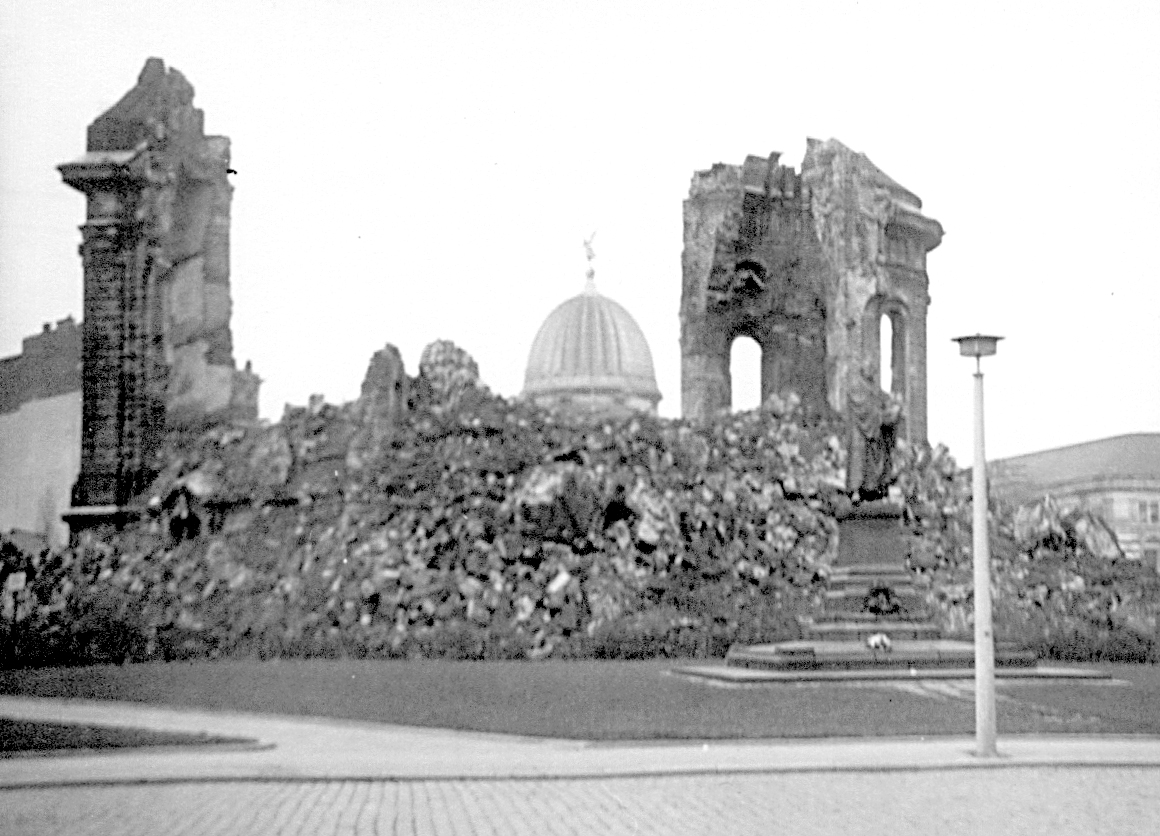
Ruinas de la Frauenkirche tras el bombardeo (1970).
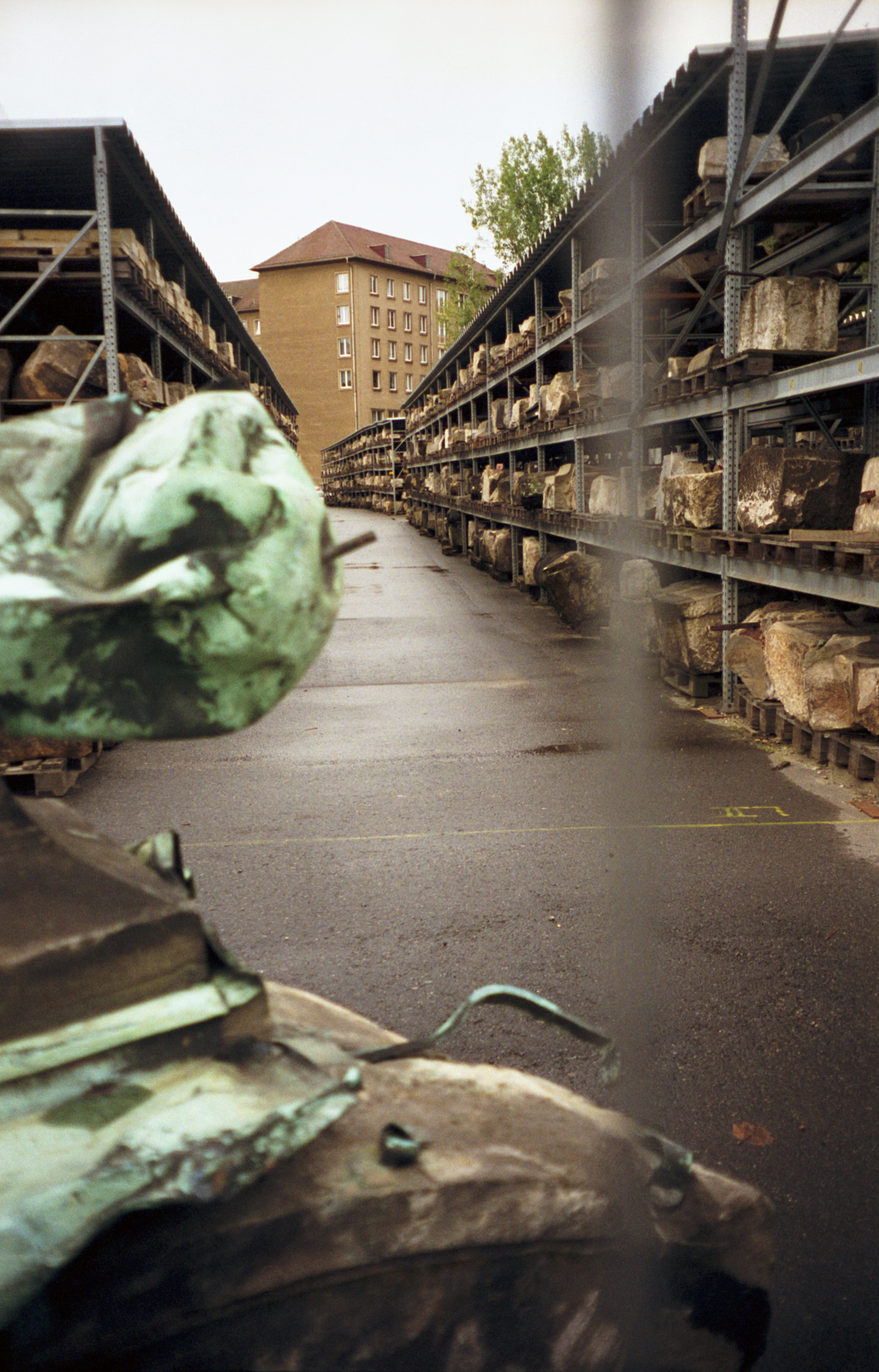
Inventario de las piedras (1999).
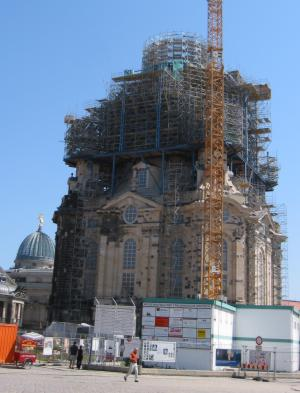
En plena reconstrucción (2003).
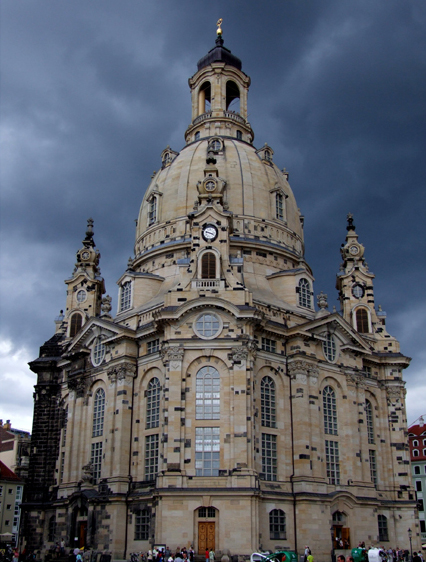
La Frauenkirche ya reconstruida.

### Políticas
Ya desde 1946 se organizaron regularmente en Dresde —antes que en otras ciudades alemanas— actos políticos conmemorativos. La conmemoración oficial de los muertos por el bombardeo experimentó desde el final de la guerra una serie de cambios esenciales.
Al principio, las autoridades de ocupación soviéticas aconsejaron evitar dar un carácter de luto a los acontecimientos conmemorativos, pues el bombardeo, del que era culpable «la debilidad política del pueblo alemán», había sido causado «conscientemente por los criminales fascistas».
Durante la Guerra Fría, en la década de 1950, el asunto de los ataques aéreos fue utilizado propagandísticamente con creciente asiduidad contra los Aliados occidentales. En esta época, los actos conmemorativos se habían extendido por toda la Alemania Oriental y la culpabilidad ya no se hacía recaer sobre los alemanes. Varios políticos del régimen manifestaron que en Dresde no había ningún objetivo militar y por tanto los bombardeos no solo no habían tenido ninguna importancia estratégica para el final de la guerra, sino que habían sido bárbaros e inciviles. Incluso se llegaba a sugerir que los Aliados habían destruido Dresde deliberadamente, a fin de que la ciudad no quedara en manos de la Unión Soviética. Se comenzó a usar de nuevo la expresión acuñada por Goebbels de «los aerogángsteres angloamericanos».
Una conmemoración independiente ajena a tales intereses fue establecida por el movimiento pacifista de la RDA. En 1981, un grupo perteneciente a la oposición religiosa realizó una iluminación simbólica con cirios ante la Frauenkirche y lanzó octavillas contra la creciente militarización. En 1982, por primera vez, cientos de personas se reunieron delante de la Frauenkirche y pidieron: «¡Nunca más guerra, nunca más fascismo!». En el 40.º aniversario de los ataques aéreos (1985), volvieron a organizarse ceremonias oficiales estatales en el centro de la ciudad; la Frauenkirche quedó, por el contrario, como lugar de protestas individuales de crítica social. Ambas partes consideraban muy insuficientes los motivos esgrimidos para justificar los ataques.
Después de la reunificación de Alemania en 1989, la ciudad reflexionó sobre su pasado más intensamente que antes, sobre todo durante los aniversarios de los ataques aéreos. Los bombardeos siguen siendo un tema polémico para parte de la sociedad de la capital sajona, como prueban las amenazas que recibió el historiador Helmut Schnatz cuando publicó su obra Tiefflieger über Dresden? en 2000.

### Extremistas de derechas y de izquierdas

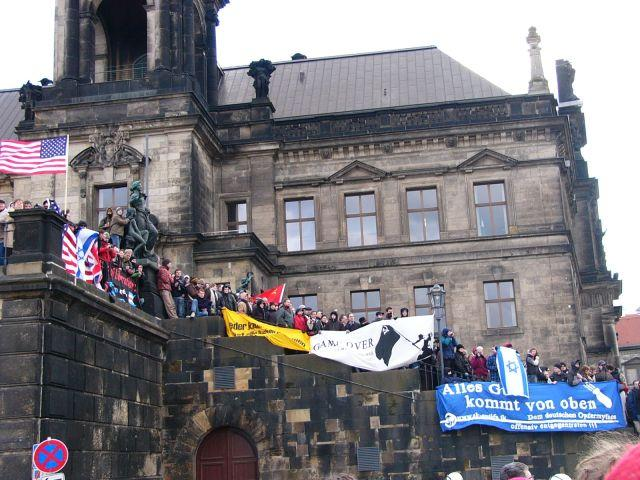
Contramanifestación en febrero de 2006 con banderas soviéticas, estadounidenses, británicas e israelíes. La pancarta azul (dcha.) reza: «Todo lo bueno viene de arriba».

Desde 1998 está aumentando cada vez más el número de extremistas de derechas que participan en los actos conmemorativos anuales de Dresde. En 1998, unos 30 o 40 jóvenes neonazis intentaron entrar en la Frauenkirche, pero fueron rodeados por la policía, y cantaron entonces canciones de protesta. En el año siguiente hubo ya unos 200, que se mezclaron con los ciudadanos de Dresde y pusieron numerosas coronas decoradas con los símbolos y colores nacionales alemanes en las vallas de las obras de reconstrucción de la Frauenkirche.
En el año 2000, la JLO (una asociación de emigrados de Prusia Oriental que promueve el retorno de esos territorios a la soberanía alemana) organizó por primera vez una marcha funeral nocturna bajo el lema «Honor a las víctimas del bombardeo terrorista», en la que participaron unas 500 personas, entre ellas gente de extrema derecha como Franz Schönhuber, Horst Mahler y Gerd Sudholt. Desde 2001, el NPD (Partido Nacional-Demócrata de Alemania, de extrema derecha) ha asumido la organización de estas manifestaciones y el número de participantes ha ido aumentando progresivamente.
Este tipo de marchas se han consolidado como uno de los más importantes actos de la extrema derecha en todo el país desde el comienzo de la República Federal. Sirven no solo como demostración de fuerza, sino también para poner en contacto a diversos grupos de extrema derecha. Además, cada vez asisten con mayor asiduidad personas y organizaciones de otros países.
Las marchas siempre son utilizadas por la propaganda de la extrema derecha mediante pancartas y discursos en que se habla del «Holocausto de los bombardeos», en contraposición al Holocausto judío. Los críticos ven en esta comparación una estrategia del revisionismo histórico que busca relativizar la culpa alemana en la Segunda Guerra Mundial. Contra esto protestan algunos grupos de socialistas de extrema izquierda (los llamados Autonomen) y de militantes antisistema con lemas como «Los culpables alemanes no son víctimas», «Ninguna lágrima por Dresde» o «Bombardero Harris, hazlo otra vez».[cita requerida] Temen que si las víctimas causadas por los alemanes se convierten en un tema tabú, se produzca una progresiva rehabilitación de las actitudes nazis. Por ello, siguiendo el principio el fin justifica los medios, celebran el bombardeo de Dresde como una parte necesaria y tolerable del proceso de derribo de la Alemania nacionalsocialista.
El 13 de febrero de 2009, cerca de 5000 neonazis y 7500 contramanifestantes salieron a la calle, generándose algunos enfrentamientos. La manifestación de 2010 reunió a cerca de 6400 neonazis, que tuvieron que detener su marcha debido a una cadena humana de más 10 000 ciudadanos —en la que se encontraba la alcaldesa Helma Orosz— que les impidió acceder al centro. Se desplegaron 7400 agentes antidisturbios.

## El bombardeo en la cultura popular

### Kurt Vonnegut
La novela de Kurt Vonnegut Matadero cinco (1969) está basada en sus propias vivencias como prisionero de guerra en Dresde durante el bombardeo. En el prólogo que escribió para una edición de 1976 de su novela, Vonnegut aseguraba:

[...] Solo hay una única persona de todo el planeta que ha extraído algún beneficio (del bombardeo). Yo soy esa persona. Escribí este libro, que me hizo ganar mucho dinero y forjó mi reputación tal y como es. De una manera u otra, he obtenido uno o dos dólares por cada muerto.

La experiencia de Vonnegut en Dresde también aparece en Armageddon in Retrospect (2008), recopilación póstuma de relatos inéditos del autor estadounidense.

### Otros
El ataque sobre Dresde es también uno de los temas centrales de la producción televisiva alemana Dresden (2006), una película de la ZDF dividida en dos capítulos, dirigida por Roland Suso Richter y con guion de Stefan Kolditz, emitida originalmente el 5 y 6 de marzo de 2006. Narra la historia de amor entre un piloto de bombardero británico y una enfermera alemana. La cinta reconstruye los días de febrero de 1945 tanto desde la perspectiva de los pilotos de la RAF como la de los alemanes en tierra.
El bombardeo influyó al dúo estadounidense de dark cabaret The Dresden Dolls a la hora de elegir su nombre. También se menciona en dos libros de Miles Tripp; en la novela Tan fuerte, tan cerca de Jonathan Safran Foer; en la canción The Hero's Return de Pink Floyd, en Tailgunner de Iron Maiden y en Europa de Globus.